# València
|  | Aquest article tracta sobre la ciutat de València. Vegeu-ne altres significats a «València (desambiguació)». |

València (pronunciat en valencià, [vaˈɫensia] o [va'ɫɛnsia]) és una ciutat a la costa mediterrània de la península Ibèrica. També coneguda com a Cap i Casal, la Ciutat de les Mil Torres i la capital del Túria, pel fet d'estar situada a la vora d'este riu, és la capital del País Valencià i de la província homònima. És el tercer municipi per població d'Espanya, amb 807.693 habitants, mentre que l'àrea metropolitana té, segons la mateixa font, 1.541.047 habitants, fet que la convertix també en la tercera àrea metropolitana d'Espanya.
Anteriorment, va ser també capital de l'extinta comarca de l'Horta de València, però esta comarca es va disgregar el 1989 en quatre comarques, que posteriorment en 2023 es reduiria a tres, les comarques de l'Horta Nord, l'Horta Sud i València, la qual va quedar així constituïda com l'única ciutat-comarca del País Valencià.
València es va fundar com a colònia romana l'any 138 aC, amb el cònsol Dècim Juni Brut Galaic, i es va denominar Valentia Edetanorum. Diversos segles després, l'any 711 els musulmans van ocupar la ciutat, canviant el seu nom a Balansiya. Aquests aportaren la seua llengua, la seua religió i els seus costums, així com innovacions com la implantació de sistemes de reg i la introducció de nous cultius. L'any 1238 el rei cristià Jaume I d'Aragó va conquerir la ciutat, i va repartir les terres entre els nobles que el van ajudar, tal com queda testimoniat en el Llibre del Repartiment, i també va crear una nova llei per a la ciutat, els Furs, els quals es van fer extensius a la resta del Regne de València. Al segle xviii, Felip V va derogar els furs com un castic al Regne de València per haver-se alineat amb els austriacistes en la Guerra de Successió espanyola. No va ser fins a l'any 1982 quan l'antic Regne de València va recuperar el seu autogovern, i es va instituir València com la capital de l'actual Comunitat Valenciana, tal com arreplega l'Estatut d'Autonomia.
La ciutat està situada a la vora del riu Túria, a la costa est de la península Ibèrica, just al centre del golf de València, encara que en el moment que els romans la van fundar, es trobava en una illa fluvial del Túria, a uns quatre quilòmetres de distància de la mar. A uns 10 quilòmetres al sud de la ciutat es troba l'Albufera de València, la qual és propietat de l'Ajuntament de València des de l'any 1911 quan la va comprar a la Corona d'Espanya per 1.072.980,41 pessetes. L'Albufera és un dels llacs més grans de l'estat espanyol, ja que té prop de 2 100 hectàrees de superfície, a les quals cal afegir una extensió de 14.100 hectàrees de marjal dedicades al cultiu de l'arròs. Pel seu valor cultural, històric i ecològic, este paratge natural va ser el primer parc natural que va declarar la Generalitat Valenciana, l'any 1986.
En l'actualitat l'economia de la ciutat se centra en els servicis, ja que prop del 84% de la població activa ocupada pertany al sector serveis. No obstant això, la ciutat manté una base industrial important, amb un percentatge de població ocupada del 5,5%. D'altra banda, les activitats agrícoles, a pesar de tindre una importància relativament menor amb només l'1,9% de la població activa ocupada, perviuen en el terme municipal amb un total de 3.973 hectàrees, les quals estan ocupades majoritàriament per cultius d'horta i cítrics.
El centre històric és un dels més extensos d'Espanya, amb aproximadament 169 hectàrees, i gràcies al seu patrimoni històric i monumental i els seus diversos espais escènics i culturals és una de les ciutats amb més afluència de turisme nacional i internacional del conjunt del país. Entre els seus monuments més representatius es troben el Micalet, la Seu, les Torres de Serrans i de Quart, la Llotja de la Seda, declarada patrimoni de la humanitat per la Unesco el 1996, i la Ciutat de les Arts i les Ciències. També cal destacar que el Museu de Belles Arts de València és el museu pictòric més important del territori valencià, i per la seua rellevància és un dels primers d'Espanya; igual que l'Institut Valencià d'Art Modern (IVAM), el qual té per objectiu investigar i difondre l'art del segle xx.
Per la seua llarga història, esta és una ciutat amb innombrables festes i tradicions, entre les quals destaquen les Falles, que van ser declarades festes d'interés turístic internacional el 25 de gener de 1965, i el Tribunal de les Aigües, declarat l'any 2009 com patrimoni cultural immaterial de la humanitat. A més d'açò, València ha sigut escenari de diversos esdeveniments mundials, que han contribuït a configurar la ciutat i donar-li projecció internacional, com han estat l'Exposició Regional de 1909, la 32a i la 33a Copa Amèrica de vela, el Gran Premi d'Europa de Fórmula 1, l'Open 500 de tennis, el Global Champions Tour d'Hípica, així com la Marató de València i la Mitja Marató, esta darrera ostenta els rècords del món de la prova en dones des de l'any 2017 i en homes l'any 2018.
En l'àmbit polític, des de l'any 2015 l'ajuntament està governat pels partits Compromís, PSPV i València en Comú, i n'és alcalde Joan Ribó i Canut (Compromís), que va arribar a l'ajuntament l'any 2015 gràcies a un pacte de govern amb el PSPV i València en Comú.

## Toponímia
El topònim de «València» deriva del nom llatí Valentia Edetanorum, que li donaren els romans en fundar-la. Esta denominació es pot traduir com a ‘Valor (o força) a la terra dels edetans’,o simplement com a ‘Valor dels Edetans’, i s'emmarca en el costum, ja practicat a Itàlia al segle ii, de fundar colònies amb topònims que al·legaren virtuts militars. Els àrabs la denominaren Madínat at-Turab (àrab: مدينة التراب, romanitzat: Madīnat at-Turāb, ‘Ciutat de l'Arena’), per situar-se a la vora del riu Túria, mentre que reservaren el terme Balànsiya (àrab: بلنسية, romanitzat: Balansiya) per a la totalitat de la taifa de València. En l'època d'Abd-al-Aziz, la ciutat passà a tindre l'ús exclusiu de Balànsiya, que passaria a ser Valençia en castellà, en època del Cid i, posteriorment, València en català amb Jaume I.
Des de 2016, i arran d'un decret municipal no oficialitzat de l'any 1996, l'única denominació oficial de la ciutat és el topònim en valencià, València. L'Acadèmia Valenciana de la Llengua considera que la grafia adequada des del punt de vista històric i lingüístic de València és amb «e» oberta, encara que la pronunciació recomanada per als valencians és Valéncia amb «e» tancada.
A més, al llarg de la història la ciutat ha rebut sobrenoms, com el de la Ciutat de les mil Torres, durant els segles xvii i XVIII, la Capital del Túria o el Cap i Casal. També durant diversos segles i fins a l'època del franquisme fou coneguda amb el nom de Valencia del Cid.

## Geografia

### Localització

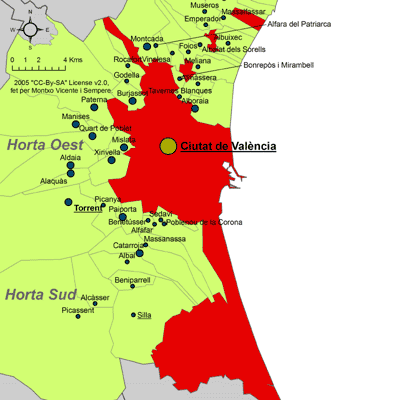
Terme municipal de València, en l'extinta comarca de l'Horta de València.

La ciutat de València es troba a la costa mediterrània de la península Ibèrica, sobre la gran plana al·luvial que formen els rius Xúquer i Túria, a la vora del qual es troba la ciutat, allunyada de les muntanyes. El tossalet del Puig es troba a uns 12 km al nord de la ciutat i uns quilòmetres més enllà cap al nord-oest es troba la Serra Calderona, principal estrep muntanyenc prop de la ciutat, que també és el seu pulmó verd.
València ha sigut tradicionalment la capital de la comarca històrica i natural de l'Horta de València. No obstant això, després de la divisió comarcal autonòmica de 1987 el municipi de València ha format per si mateix una nova comarca, la coneguda com la «Ciutat de València». D'esta manera, la comarca de València s'estén tan sols a la ciutat, les seues pedanies, i el llac de l'Albufera.
La ciutat antiga és a la vora del riu, a uns quatre quilòmetres de la mar, on antigament només n'hi havia el Grau de València, que ara és unit a la ciutat i forma part del districte conegut com a Poblats Marítims. La raó per la qual la ciutat es fundà lluny de la costa és que en temps dels romans encara era un aiguamoll, amb una costa baixa i arenosa, com en quasi tot el Golf de València. Al sud de la ciutat hi ha l'Albufera de València, un llac d'aigua dolça a la vora de la mar i separada d'esta per una restinga. L'Albufera, que es nodrix de nombrosos aqüífers i de les aportacions del barranc de Xiva, és hui dia un parc natural.

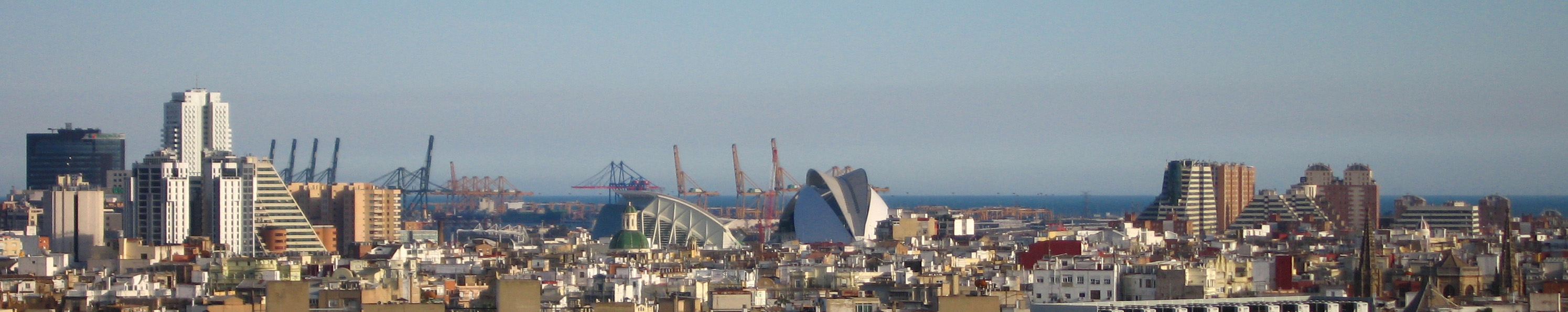
Vista panoràmica de València i el seu port, amb la Ciutat de les Arts i les Ciències.

### Límits
La ciutat de València limita amb les comarques de l'Horta Nord i el Camp de Túria pel nord; amb l'Horta Sud i la Ribera Baixa pel sud; i amb la mar Mediterrània a l'est.
Pel que fa als municipis, si comencem pel nord tocant a la Mediterrània i ens desplacem en el sentit contrari de les agulles del rellotge, i com que s'ha de tindre en compte que València té tres enclavaments al Nord, València limita amb les següents poblacions: L'enclavament de Rafalell i Vistabella limita amb Massamagrell i Massalfassar. L'enclavament de Mauella i Tauladella limita amb Albuixec, Museros i Albalat dels Sorells. L'enclavament de les Cases de Bàrcena limita amb Almàssera, Meliana, Foios, Vinalesa i Bonrepòs i Mirambell. La resta del terme municipal limita, començant des de la Mediterrània, amb els termes municipals d'Alboraia, Tavernes Blanques, una altra volta Bonrepòs i Mirambell, Alfara del Patriarca, una altra volta Vinalesa, Montcada, Bétera, Rocafort, Godella, Burjassot i Paterna, això al nord. Si continuem, ja a l'oest, ens trobem amb Quart de Poblet a l'altura del riu Túria, i després amb Mislata i Xirivella. Al sud continuem amb Picanya, Paiporta, Benetússer, Alfafar i Sedaví; i més al sud i per l'Albufera, una altra volta amb Alfafar i després Massanassa, Catarroja, Albal, Silla, Sollana i Sueca.

### Clima

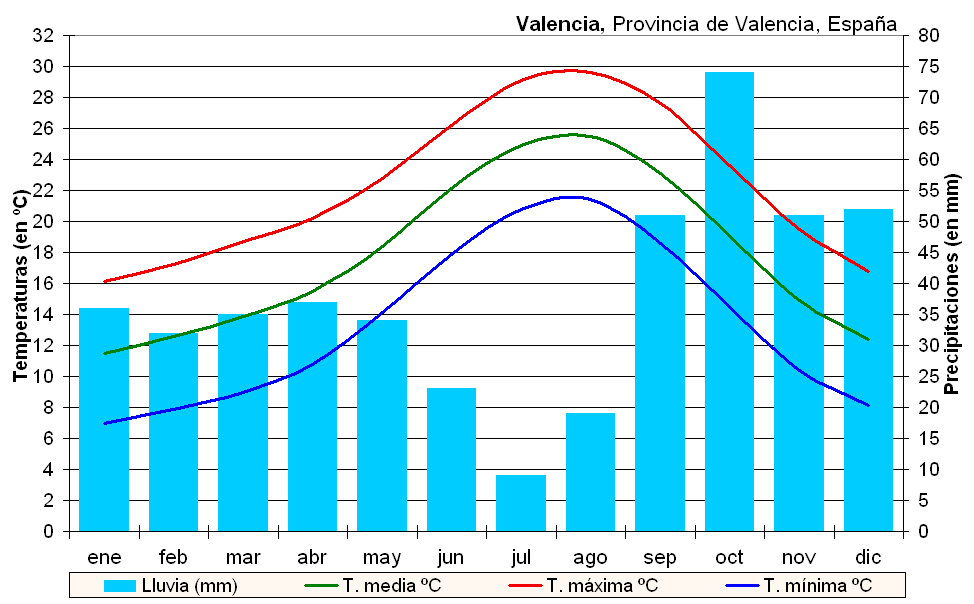
Climograma de València.

La Ciutat de València posseïx un clima típicament mediterrani. Es caracteritza per un clima suau, amb una temperatura mitjana anual superior als 17 °C. Els estius són càlids i els hiverns molt moderats. Durant els mesos hivernals la temperatura no sol estar per davall dels 10 °C. Les precipitacions són discretes, de 454 mm a l'any, i presenten el clàssic mínim estival mediterrani, amb dos màxims, un a la tardor (gota freda) i un altre a l'acabament de l'hivern i començament de la primavera.
| Paràmetres                | I    | II   | III  | IV   | V    | VI   | VII  | VIII | IX   | X    | XI   | XII  | Anual |
| Temperatures mitjanes, ºС | 10,9 | 11,6 | 13,4 | 15,1 | 18,3 | 21,5 | 24,4 | 24,8 | 22,7 | 18,7 | 14,4 | 11,7 | 17,4  |
| Pluja, mm                 | 32,3 | 30,2 | 33,8 | 35,2 | 34,8 | 22,4 | 8,6  | 14,8 | 63,8 | 96,3 | 53,5 | 41,5 | 468,7 |
| ------------------------- | ---- | ---- | ---- | ---- | ---- | ---- | ---- | ---- | ---- | ---- | ---- | ---- | ----- |

## Història

### La Valentia romana

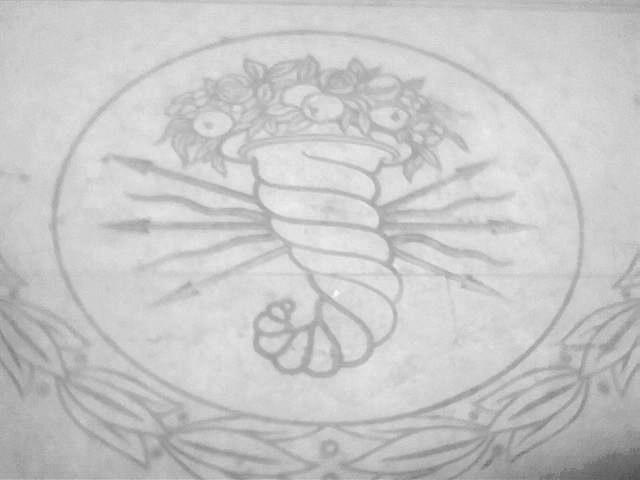
Cornucòpia a la plaça de la Mare de Déu. Símbol de la Valentia romana

La ciutat de València fou fundada l'any 138 aC amb el nom de Valentia pel cònsol romà Dècim Juni Brut. La ciutat s'emplaçà sobre el meandre del riu Túria en la seua pantanosa desembocadura, en una gran plana al·luvial en els extrems de la qual hi havia els principals assentaments preromans (ibèrics): Arse o Saguntum (Sagunt) al nord-est, Edeta (Llíria) al nord-oest i Saetabis (Xàtiva) al sud. Tots tres s'emplaçaven sobre un tossal defensiu, mentre que Valentia es fundà al bell mig del pla.
Les possibilitats d'aprofitament d'esta plana degueren condicionar l'elecció d'este emplaçament. En esta època de la Roma republicana la ciutat de València no era la principal ciutat de l'actual País Valencià (Saguntum i Illici eren, sens dubte, més importants), però sí que era un nucli agrari notable, que arribà a canalitzar les aigües per a reg, i a encunyar moneda pròpia, on l'emblema de la ciutat ja era la cornucòpia o corn de l'abundància.
L'any 75 aC fou destruïda a la guerra entre Pompeu i Sertori, i fou abandonada durant uns 50 anys. Al segle i, la ciutat de València ja havia recuperat la població, i es començaren a construir grans obres d'infraestructura. Al segle iii inicià una altra època de decadència, com a la resta de l'Imperi Romà. Amb la seua caiguda, la ciutat fou ocupada pels visigots i formà part de diversos regnes peninsulars.

### L'Islam

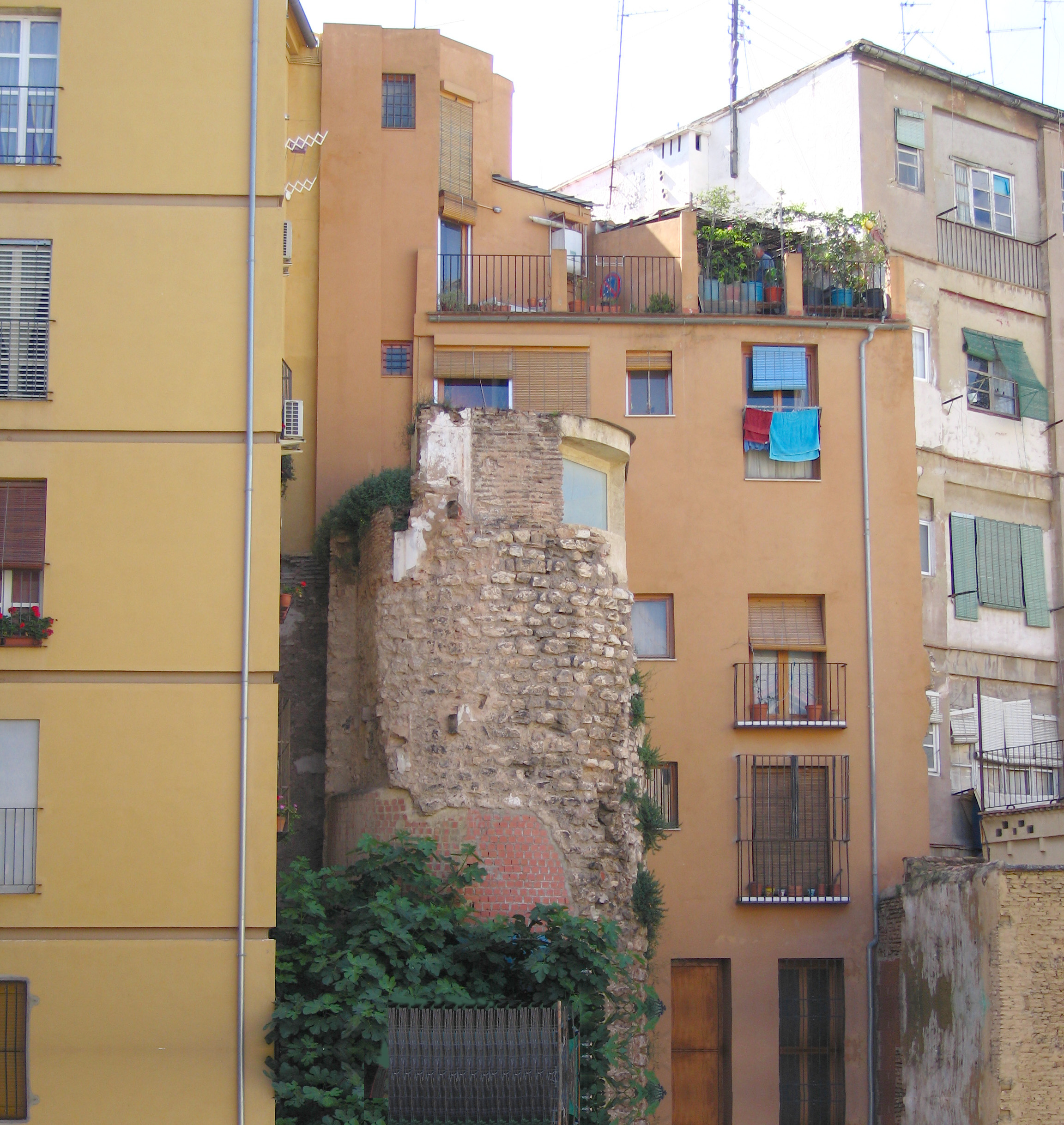
Torre de la murada àrab del, envoltada d'edificis (actual barri del Carme, a Ciutat Vella). És una de les poques restes del període musulmà de València.

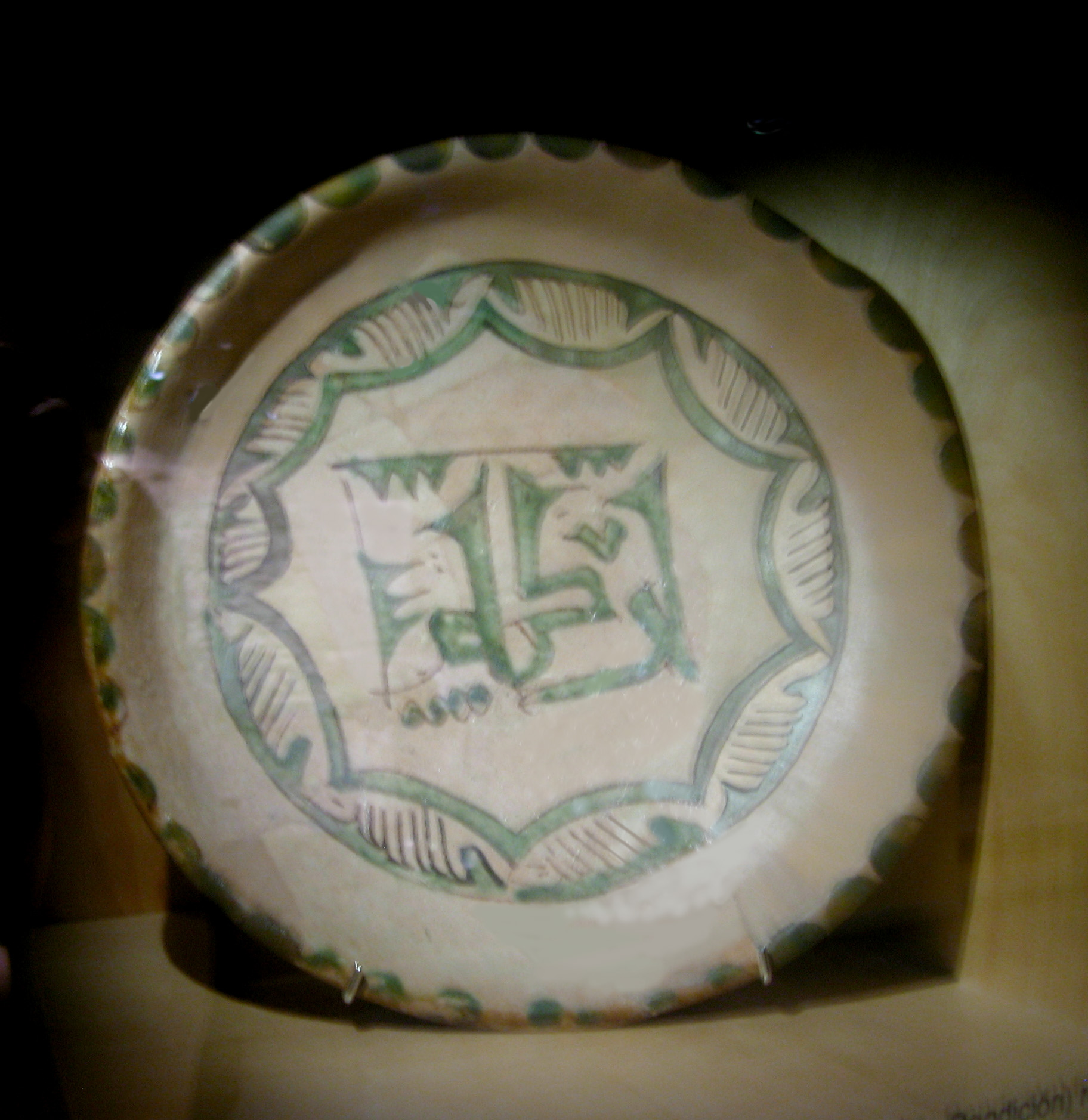
Plat de ceràmica àrab (s.), procedent de les excavacions de la Cripta Arqueològica de Sant Vicent Màrtir.

L'etapa immediatament posterior a la conquesta musulmana de l'any 711 constituïx un període fosc, del qual no es tenen gaires referències. La ciutat devia estar molt despoblada; de fet, a banda de Balansiya, la ciutat rebé durant uns segles el nom de Medina al-Turab, que vol dir ciutat del fang o de la pols, per l'estat d'abandonament en què es trobava. Durant l'emirat de Còrdova Abd allah al-Balansi exercí una mena de govern autònom sobre l'àrea valenciana, però més enllà dels fets polítics, la qüestió veritablement transcendent és l'entrada dins l'òrbita de l'islam de la ciutat, que en poc de temps canvià de llengua, religió i costums.
L'auge més gran de la ciutat començà amb els regnes de taifes (s. xi), un dels quals el de Balansiya. La ciutat cresqué, i en temps d'Abd al-Aziz s'hi edificà una nova muralla (s. xi), de la qual encara es conserven restes per tot Ciutat Vella. Ferran I de Lleó va atacar la vall de l'Ebre el 1065, assetjant la ciutat de Balansiya i alçat el setge, vencent a l'emirat de Balànsiya a la batalla de Paterna durant la retirada. A la darreria del segle xi el Cid, un mercenari castellà de fortuna que ha suscitat molta llegenda, entrà a València, la qual estigué en mans de les tropes cristianes comandades per Rodrigo entre els anys 1094 i 1099, i per Ximena, la seua viuda, entre 1099 i 1102. A la seua marxa, els almoràvits ocuparen la ciutat i hi restauraren el culte musulmà i un governador al capdavant. Poc després de la seua mort, els almoràvits recuperaren la ciutat. Durant les dècades centrals del segle xii el rei fou Ibn Mardanix, el rei Llop. El 1171 València passà a ser de dominació almohade.

### Conquesta i Segle d'Or

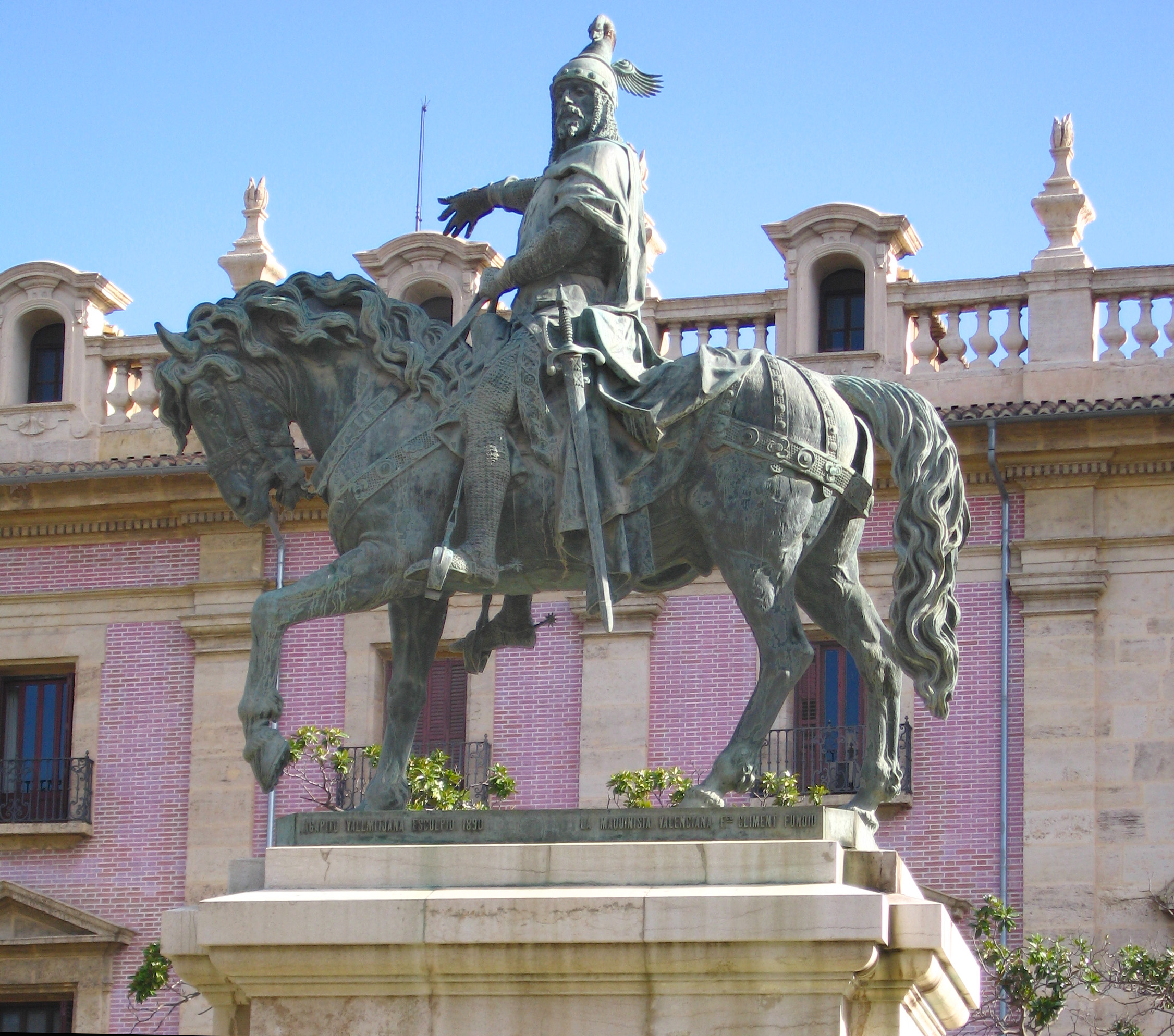
.

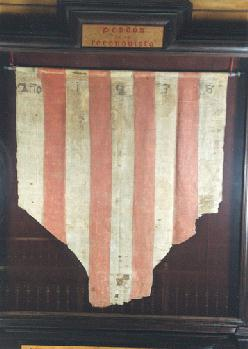
.

L'entrada a la ciutat de València del rei catalanoaragonés Jaume I, el 9 d'octubre de 1238, posà fi a cinc segles de cultura musulmana, però esta deixà una sòlida empremta a la ciutat i al territori valencians.
Després de la victòria cristiana, la població musulmana fou expulsada i la ciutat repartida entre aquells que havien participat en la conquesta, principalment de Lleida. Jaume I atorgà a la ciutat unes noves lleis, els Furs, que anys després foren extensives a tot el Regne de València. Començava així una nova etapa, de la mà d'una nova societat i d'una nova llengua, que establí les bases del poble valencià tal com el coneixem hui.

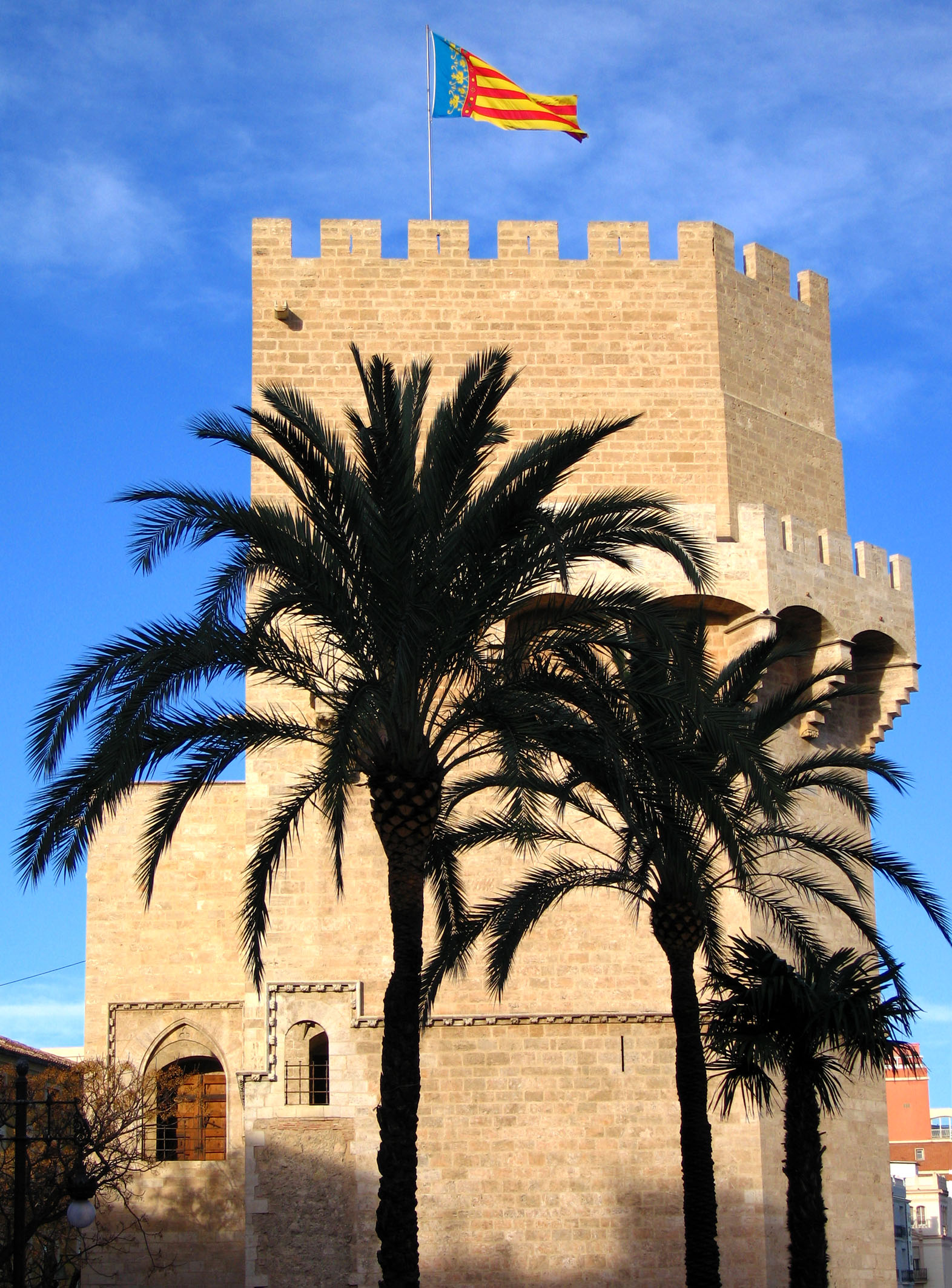
.

Durant el segle xiv la ciutat patí fortes riuades el 1321, 1340 i 1358 la pesta negra (1348), la Guerra de la Unió (revolta ciutadana contra els excessos de la monarquia) i la Guerra dels Dos Peres, que obligà a alçar molt de pressa una nova muralla per a contindre, per tres vegades (1359, 1363 i 1364) l'atac castellà. En el darrer terç del segle xiv es va construir una nova drassana que encara es conserva. La convivència entre les tres comunitats, cristiana, jueva i musulmana, que ocupaven la ciutat, fou conflictiva al llarg de tota l'edat mitjana. La jueria fou assaltada el 1391 i la moreria el 1456.
A l'acabament del segle xiv, la mort sense descendents de Martí l'Humà desembocà en el Compromís de Casp i l'entronització dels Trastàmares en la Corona d'Aragó. En la sentència jugaren un destacat paper els germans Ferrer (Bonifaci i Vicent), ambdós valencians.

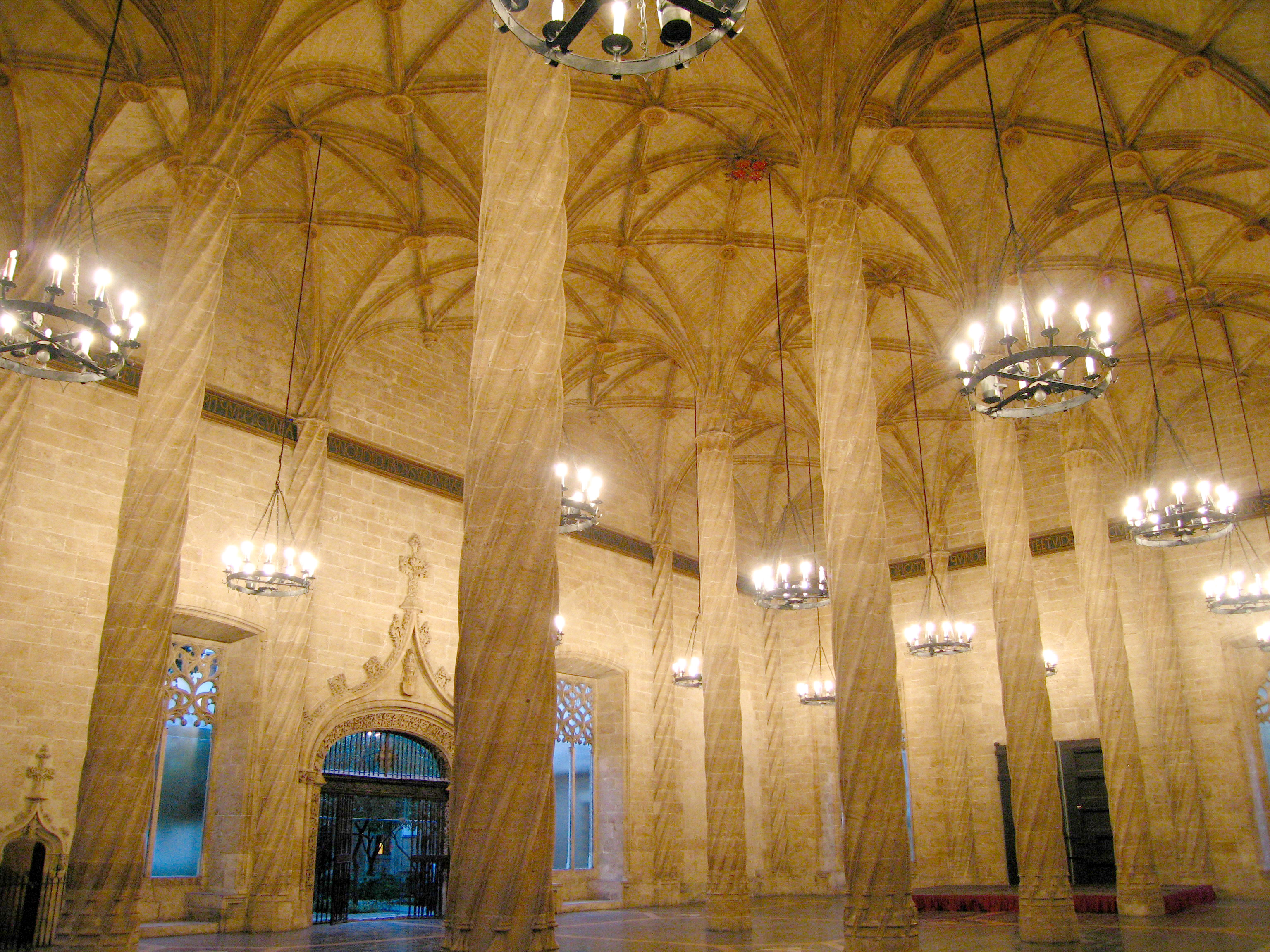
.

Al segle xv València visqué una etapa de gran desenvolupament econòmic i de gran influència política. Es creà la Taula de Canvis i Depòsits, una banca municipal en suport de les operacions comercials, la indústria local —que tenia els teixits al capdavant— aconseguí un gran desenvolupament, i la ciutat esdevingué un empori comercial al qual acudien mercaders de totes les parts d'Europa. A l'acabament del segle es construí la Llotja de la Seda, centre de transaccions i un verdader temple del comerç.

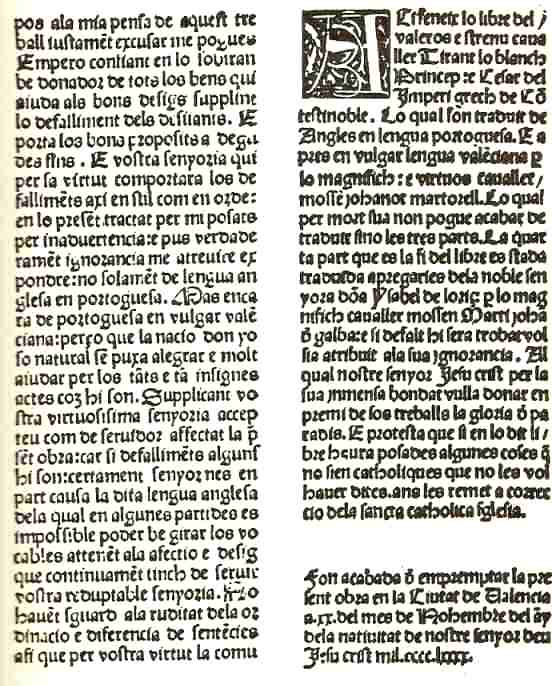
.

Este auge econòmic comportà, com és natural, un auge artístic i cultural. S'alçaren alguns dels edificis més emblemàtics de la ciutat, com ara les Torres de Serrans (1392), la Llotja (1482), el Micalet o la capella dels Reis del convent de Sant Doménec. En pintura i escultura es deixen sentir les tendències flamenques i italianes en artistes com Lluís Dalmau, Gonçal Peris o Damià Forment. En literatura, sota la protecció d'Alfons el Magnànim floriren autors com ara Ausiàs March, Roïç de Corella, Isabel de Villena o Joanot Martorell, que escrigué la prestigiosa novel·la Tirant lo Blanc. Este fou en definitiva el segle d'or de la literatura catalana.
Pel que fa a la influència política, arribà fins al punt que les dos úniques vegades que un bisbe hispànic ha arribat a papa ha estat amb dos bisbes de València: Calixt III i el seu nebot Alexandre VI.

### L'Imperi Espanyol

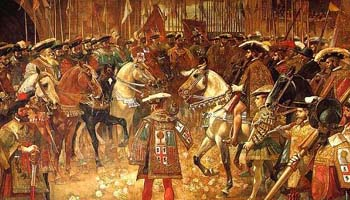
La pau de les Germanies, oli sobre llenç, per Marcelino Unceta.

Arran del descobriment d'Amèrica, l'economia europea començà a bascular cap a l'Atlàntic, en detriment de la Mediterrània. Malgrat la unió dinàstica amb Castella, la conquesta i explotació d'Amèrica era una tasca exclusiva de Castella, i els valencians —com els catalans, aragonesos i mallorquins— en tenien vedada la participació. Davant d'esta situació, València entrà en una aguda crisi econòmica, que es manifestà ràpidament amb la revolta de les Germanies (1519-1522), un moviment de menestrals i poble menut contra l'oligarquia urbana, i de camperols de classe baixa contra els terratinents i els seus súbdits moriscs. Esta revolta acabà amb una cruel repressió per als cabdills agermanats per part de la virreina Germana de Foix i suposà l'acceleració del procés centralitzador autoritari monàrquic de Carles I.

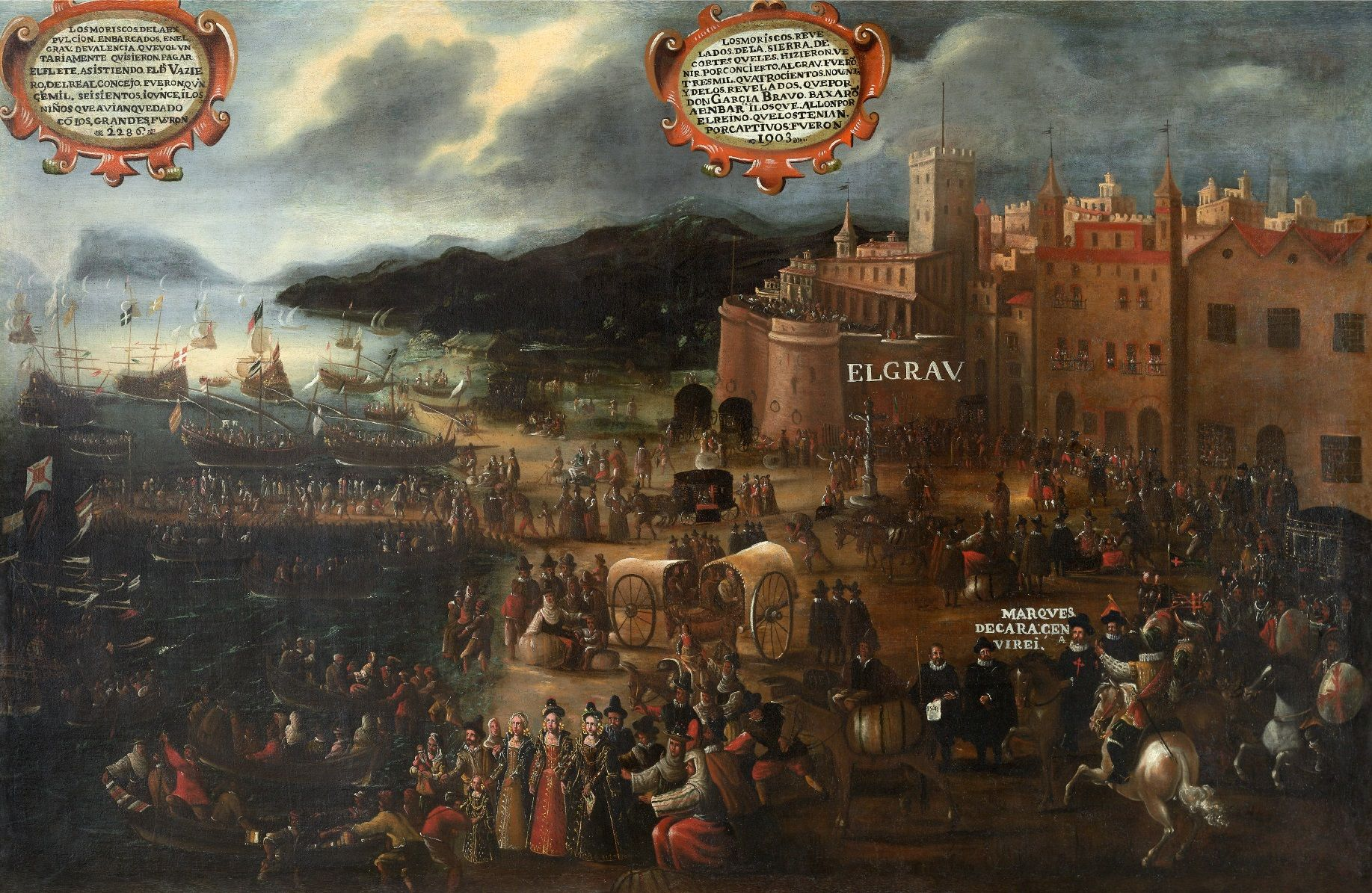
Expulsió dels moriscs des del Grau de València, per Pere Oromig.

La crisi s'accentuà durant el segle xvii amb l'expulsió dels moriscs el 1609, els quals suposaven quasi un terç de tota la població del regne. La decadència de la ciutat i regne tocà fons amb la Guerra de Successió Espanyola del 1702 al 1709 que significà la fi de la independència política i jurídica del Regne de València, en derogar Felip V els Furs de València. El 2007 es compliren els tres-cents anys de la decisiva derrota a la batalla d'Almansa, el 25 d'abril de 1707. En record d'esta data cada 25 d'abril se celebra oficialment el dia de les llibertats nacionals valencianes.

### Els Borbons
Amb la nova planta, és a dir, l'abolició dels furs valencians i l'acomodament del Regne i de la seua capital a les lleis i costums de Castella, els càrrecs del govern municipal deixaren de ser electius per passar a ser de designació directa del monarca, ocupats sovint per aristòcrates forans.
València s'hagué d'acostumar a ser una ciutat ocupada, amb presència de tropes aquarterades a la Ciutadella, al costat del convent de Sant Doménec, però també en altres edificis, com ara la mateixa Llotja, que fou caserna fins a 1762.
En l'àmbit econòmic, el segle xviii fou de recuperació gràcies a la manufactura de teixits de seda i altres activitats industrials, com la taulelleria.

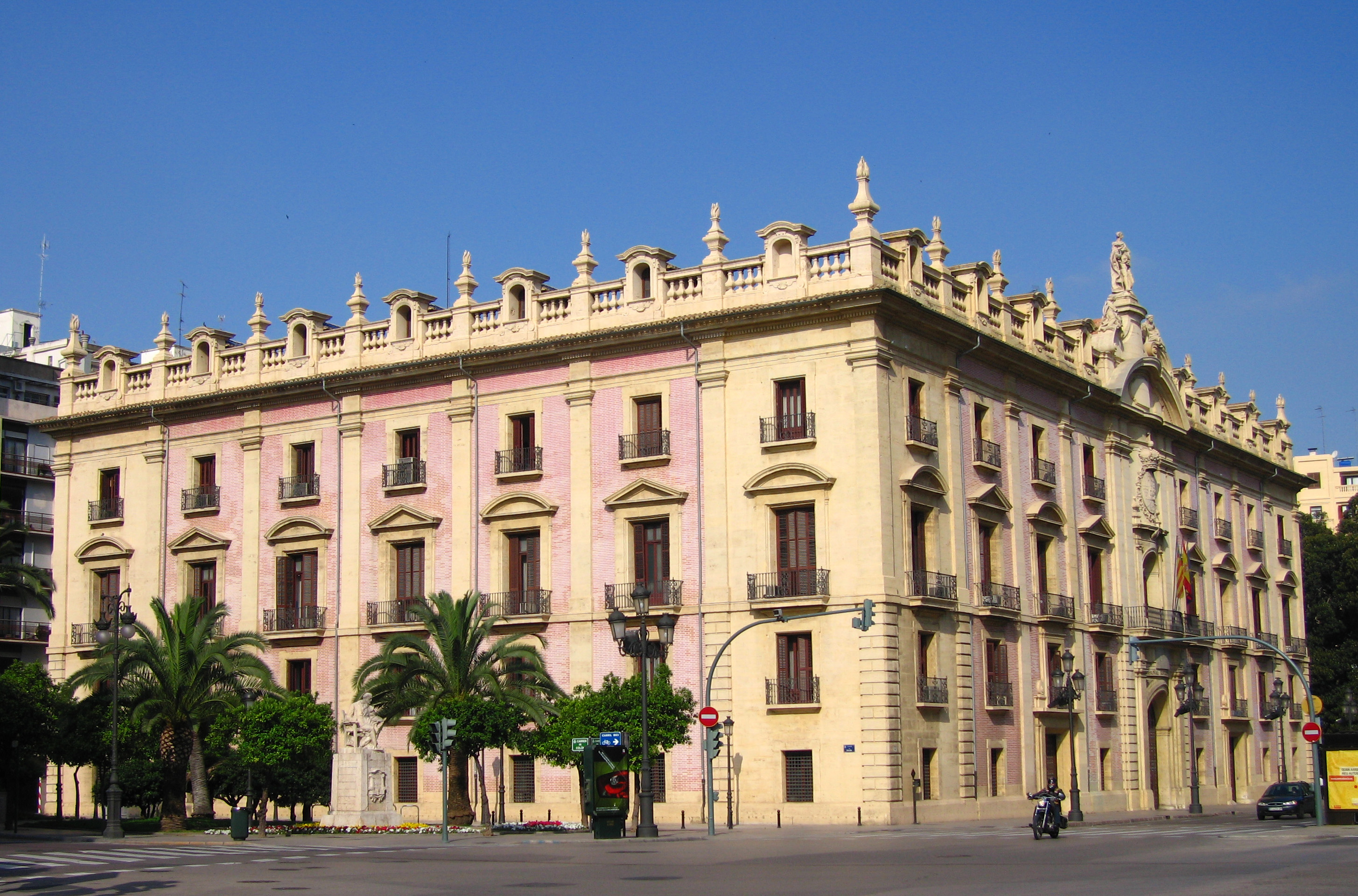
.

El xviii fou el segle de les idees i la il·lustració, que trobà a València un ressò en personatges com Gregori Maians o Pérez Bayer, que mantenien correspondència amb els destacats pensadors francesos o alemanys del moment. En este ambient d'exaltació de les idees nasqué el 1776 la Societat Econòmica d'Amics del País, introductora de nombroses millores en l'agricultura i la indústria i promotora de diverses institucions econòmiques, cíviques i culturals.

València i els pobles dels voltants entorn del 1840. Apareixen com a independents molts dels municipis que la ciutat s'annexionaria a partir del 1870.

El 1793 s'hi esdevé una revolta contra els francesos de la ciutat en resposta a l'execució de Lluís XVI de França. El segle xix s'enceta amb la invasió napoleònica, contra la qual el poble valencià s'alçà en armes el 23 de maig de 1808, arengat per personatges com ara el Palleter. Els amotinats prengueren la Ciutadella, i l'atac del 28 de juny del general napoleònic Moncey fou refusat. Després el general Suchet repetí el setge i aconseguí el seu objectiu el 9 de gener de 1812, després d'intensos bombardeigs. El seu control sobre la ciutat fou breu, perquè el juliol de 1813 hagué d'abandonar-la davant de la retirada de l'exèrcit francés.
Durant la invasió napoleònica, els valencians enviaren els seus representants a les Corts de Cadis, on es redactà una constitució de caràcter liberal i antisenyorial. El maig de 1814 Ferran VII tornà a la península a través de València, i derogà immediatament la Constitució de Cadis, instaurant de nou un règim absolutista.
Comença una etapa de conflictes entre els absolutistes i els liberals. Al març de 1820, durant el Trienni Liberal (1820-23), el general absolutista Elío fou executat. Durant l'etapa ultraconservadora anomenada Ominosa Dècada (1823-1833) hi hagué una repressió implacable antiliberal a càrrec de les forces de l'Estat i la Inquisició, que executà a València la seua última víctima l'any 1824, Gaietà Ripoll, un mestre acusat de «deista» i «maçó».
Durant la regència de María Cristina i el govern progressista d'Espartero es liquidà definitivament l'Antic Règim i s'assolí el liberal. La ciutat visqué un clima revolucionari, amb enfrontaments entre liberals i republicans, i amb l'amenaça de les tropes carlines de Cabrera. Durant este període convuls es crearen les províncies (1833), es posà en marxa la desamortització de béns de l'Església (1837) i els seus immobles i terrenys foren adquirits en la seua major part per la burgesia local.
El regnat d'Isabel II constituí una etapa de relativa estabilitat i de creixement per a València, on milloraren substancialment les infraestructures i els serveis d'abastiment d'aigua, pavimentat, gas i transports, alhora que s'hi dugueren a terme importants projectes, com ara el del port. La Companyia del Ferrocarril de Xàtiva al Grau de València, fundada en 1851, en 1854 arriba a Xàtiva, motiu de grans celebracions.
El 1873 es proclamà la Primera República, en un ambient radicalitzat, que esdevingué la insurrecció cantonalista el 19 de juliol. El Cantó de València no tingué el caràcter revolucionari d'altres ciutats com Alcoi, però el govern de Madrid ofegà la rebel·lió mitjançant les armes i sotmeté la ciutat a un intens bombardeig pel general Martínez de Campos. Després de la fi de la república Alfons XII arribà a València, anant cap a Madrid, l'11 de gener de 1875, i poc després fou proclamat rei.
La restauració borbònica i l'equilibri entre conservadors i liberals romangué a València fins a la concessió del sufragi universal masculí el 1890, a partir del qual el republicanisme, que tenia Vicente Blasco Ibáñez al capdavant, ascendí considerablement fins a convertir-se en la força més votada a la ciutat.
Durant la segona meitat del segle xix la burgesia -especialment l'agrària, enriquida per la introducció del cultiu de la taronja, però també de l'expansió de la vinya i altres cultius- impulsà el desenvolupament de la ciutat. Este auge econòmic es correspongué amb una lleu renaixença de les tradicions i de la llengua pròpia dels valencians, que havia estat ferotgement bandejada des de temps de Felip V. Cap al 1870 començà a reeixir la Renaixença, un moviment compromés amb la llengua i les tradicions valencianes. A les posicions inicials, pròximes al romanticisme de Teodor Llorente, s'enfrontaren els plantejaments més reivindicatius de Constantí Llombart, creador de Lo Rat Penat.

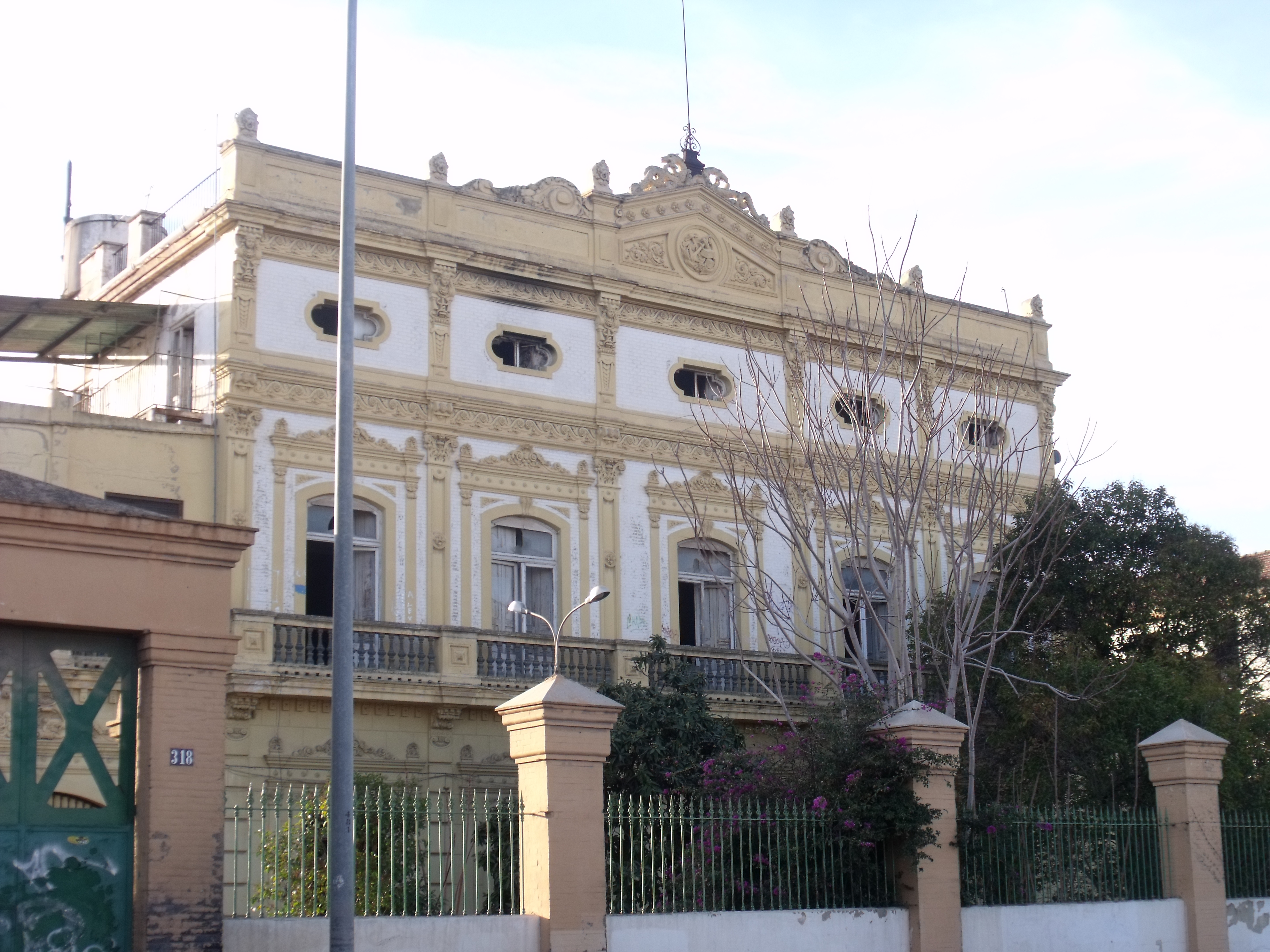
Oficines de l'antiga fàbrica de Ventura Feliu al carrer de Sant Vicent; després utilitzades com a caserna d'artilleria.

Des de l'últim quart de segle València començà a créixer de forma decidida. S'enderrocaren les murades el 1868, obriren les grans vies i urbanitzà l'Eixample. Catorze municipis perifèrics s'annexionaren a la ciutat: Patraix, Beniferri, Russafa, Benimaclet, Orriols, Benimàmet, Borbotó, Mauella, Campanar, Poble Nou de la Mar, Vilanova del Grau, Carpesa, Massarrojos i Benifaraig.
El 1885, els efectes de l'epidèmia de còlera es varen fer sentir a València, amb 4.919 morts.
El creixement de l'activitat industrial a València es basava en xicotetes empreses familiars, que ocasionalment aconseguien un creixement notable. Com en el cas de Francisco Climent Sebastián i Miguel Alcalá, que en 1880 fundaren La Maquinista Valenciana; o de Miguel Devís Pérez i José Noguera Chuliá, fundadors dels tallers Devís y Noguera el 1897. Una altra indústria en expansió hi era la del moble, a partir de la introducció del moble corbat per part de Luis Suay el 1860. Amb tecnologia portada de França, a finals del XIX quatre empreses en concentraven la producció a València: José Trobat, Salvador Albacar, Ventura Feliu i Joaquín Lleó. A més, el sector de la fusta es beneficiava de la demanda d'envasos agrícoles.

### Seglexx

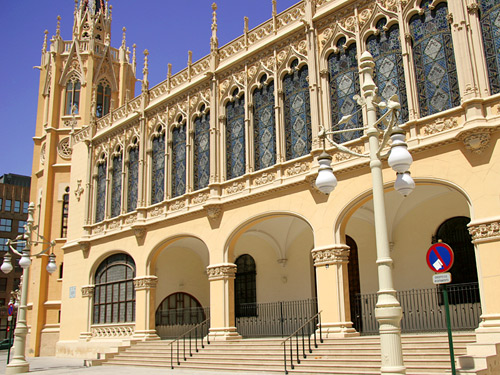
Palau Municipal (Exposició Regional 1909).

Al començament del segle xx València era una ciutat industrialitzada. La seda havia desaparegut, però hi havia producció de pells i cuirs, fusta, metal·lúrgia i alimentació, este darrer amb un vessant exportador, en particular de vins i cítrics. Hi predominava la xicoteta empresa, però cada dia s'introduïa més la mecanització i les grans empreses. La millor expressió d'esta dinàmica eren les exposicions regionals, en particular la de 1909, emplaçada al costat de l'Albereda, on es mostraven els avanços de l'agricultura i de la indústria. Entre els edificis més reeixits de l'època cal destacar els d'estil modernista, com ara l'Estació del Nord i els mercats Central i de Colom.

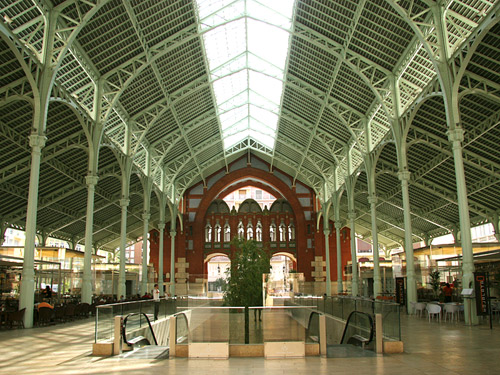
Interior del Mercat de Colom.

Els obrers, en nombre creixent per la industrialització, començaren a organitzar-se en demanda de millors condicions de vida. El partit republicà de Blasco Ibáñez arreplegà els fruits d'estes reivindicacions i obtingué un enorme suport popular, governant a l'ajuntament entre 1901 i 1923.
La Primera Guerra Mundial (1914-1918) afectà molt l'economia valenciana, en col·lapsar les exportacions de cítrics. La instauració de la dictadura de Primo de Rivera l'any 1923 frenà durant alguns anys la conflictivitat social, però no apagà la creixent radicalització política. El moviment obrer anà consolidant la seua organització sindical, mentre els sectors conservadors s'aglutinaven entorn la Dreta Regional Valenciana.
La República (1931-1939) obrí les vies democràtiques de participació i incrementà la politització dels ciutadans, especialment amb l'ascens del front conservador al poder el 1933. Este clima marcà les eleccions de 1936, guanyades pel Front Popular, la qual cosa promogué el fervor de les classes populars. L'alçament militar del 18 de juliol no triomfà a València. Durant uns mesos hi hagué un ambient revolucionari, gradualment neutralitzat des del govern. La marxa de la Guerra Civil espanyola aconsellà traslladar la capital de la República a València; això succeí des del 6 de novembre de 1936 fins al 31 d'octubre de 1937, moment en què el govern marxà a Barcelona. A València el govern s'instal·là al palau de Benicarló i els ministeris ocuparen diversos palaus. La ciutat fou intensament bombardejada per aire i per mar, la qual cosa portà a la construcció de més de dos-cents refugis per protegir la població. El 30 de març de 1939 València es rendí i les tropes sublevades van fer la seua entrada.

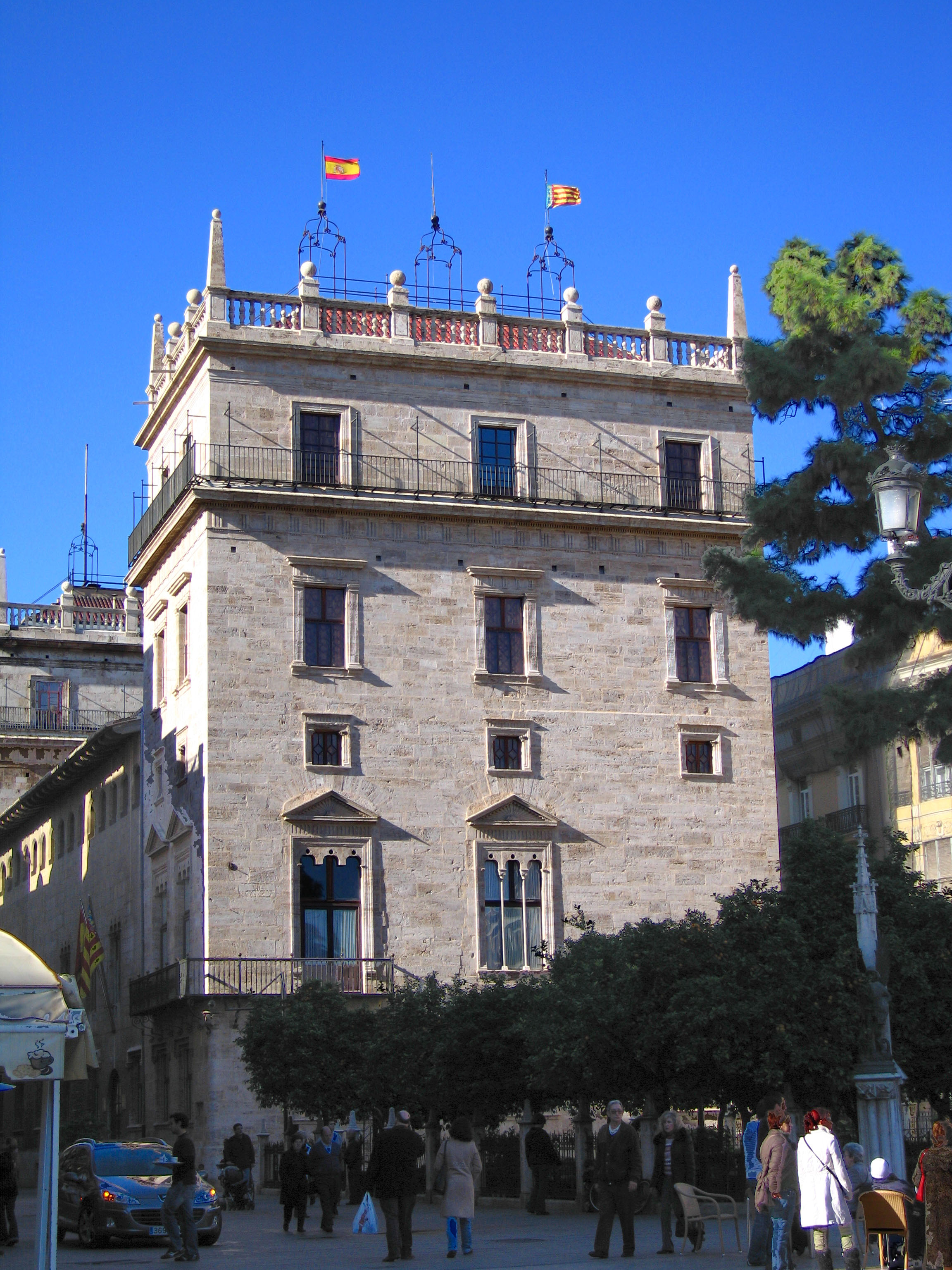
Palau de la Generalitat. Símbol de la recuperació de l'autogovern al País Valencià. Seu de la Generalitat Valenciana des del 1978.

Amb l'arribada de la dictadura franquista es prohibiren els partits polítics i s'inicià una severa repressió ideològica i cultural, encapçalada per l'Església catòlica. L'autarquia econòmica provocà una profunda crisi i el desabastiment dels mercats: els racionaments i l'estraperlo s'imposaren durant més d'una dècada. Els franquistes silenciaren les catastròfiques conseqüències de la riuada de 1949, amb desenes de morts, però no es pogué fer el mateix amb l'encara més tràgica riuada de 1957, quan el riu Túria es desbordà, causant la mort de molts valencians (81 oficialment, la xifra real no se'n sap). Per tal d'evitar noves catàstrofes, anys després el riu es desvià per un nou llit (Pla Sud). El riu vell del Túria s'abandonà durant anys. Els alcaldes franquistes proposaren fer-hi una autopista, opció que finalment es descartà (gràcies a l'adveniment de la democràcia i a les protestes veïnals), obrint pas al seu ús com a parc municipal (vegeu Jardí del Túria).
Al començament dels seixanta s'encetà la recuperació econòmica i València visqué un espectacular creixement demogràfic a causa de la immigració i l'execució d'importants obres urbanístiques i d'infraestructures.
Amb l'arribada de la democràcia, València es constituí com la capital del País Valencià amb el Consell Preautonòmic el 1977 i assolí cert grau d'autogovern. Això no obstant, la nit del 23 de febrer de 1981 hi hagué una temptativa colpista que, des de València, encapçalà Milans del Bosch. La democràcia propicià la recuperació de la llengua i la cultura valenciana, encara que no es pogué evitar certa crispació social entorn dels símbols, coneguda com la batalla de València.
L'Estatut es posà en marxa el 1982 i a València s'hi instal·là la Generalitat Valenciana i tots els òrgans de govern del país. Durant els primers vint-i-cinc anys de democràcia, València ha canviat significativament. Destaquen com a obres emblemàtiques el Jardí del Túria (enjardinament del vell llit del Túria), el Palau de la Música o el de Congressos, el Metro, i la nova Ciutat de les Arts i les Ciències, de Santiago Calatrava, a banda d'altres museus com el MuVIM o l'IVAM. Gràcies a aquestes fites i a la progressiva rehabilitació de la Ciutat Vella, la ciutat ha anat atraient progressivament el turisme.

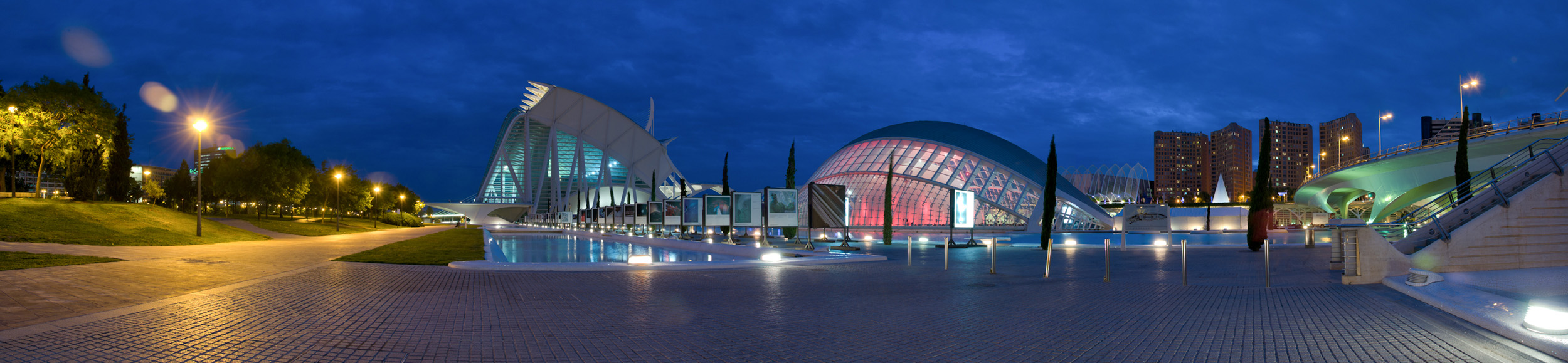
Vista panoràmica de la Ciutat de les Arts i les Ciències, al Jardí del Túria.

## Política i govern

### Corporació municipal
El Ple de l'ajuntament està format per 33 regidors. En les eleccions municipals de 28 de maig de 2023 foren elegits 13 regidors del Partit Popular (PP), 9 de Compromís per València (Compromís), 7 del Partit Socialista del País Valencià (PSPV-PSOE) i 4 de Vox. Va restar sense representació la candidatura de Ciutadans - Partit de la Ciutadania amb un 2,32% dels vots, present en el consistori en l'anterior legislatura. Tampoc aconseguí cap escó la coalició Unides: Podem - Esquerra Unida amb un 2,34%.
| Eleccions municipals de 28 de maig de 2023 - València                                        |                                           |                                     |                                     |          |          |          |
| Candidatura                                                                                  | Candidatura                               | Candidatura                         | Cap de llista                       | Vots     | Vots     | Regidors |
|                                                                                              | Partit Popular de la Comunitat Valenciana |                                     | Maria José Català Verdet            | 151.482  | 36,97%   | 13 (+5)  |
|                                                                                              | Compromís per València                    |                                     | Joan Ribó i Canut                   | 99.122   | 24,19%   | 9 (-1)   |
|                                                                                              | Partit Socialista del País Valencià-PSOE  |                                     | Sandra Gómez López                  | 78.499   | 19,16%   | 7 ()     |
|                                                                                              | Vox                                       |                                     | Juan Manuel Bádenas Carpio          | 52.695   | 12,86%   | 4 (+2)   |
|                                                                                              | Unides: Podem - Esquerra Unida            |                                     | Pilar Lima Gozálvez                 | 9.677    | 2,36%    | 0 ()     |
|                                                                                              | Ciutadans - Partit de la Ciutadania       |                                     | Fernando Giner Grima                | 9.588    | 2,34%    | 0 (-6)   |
|                                                                                              | Altres candidatures                       |                                     |                                     | 8.627    | 2,1%     | 0 ()     |
|                                                                                              | Vots en blanc                             |                                     |                                     | 3.902    | 0,9%     |          |
| Total vots vàlids i regidors                                                                 | Total vots vàlids i regidors              | Total vots vàlids i regidors        | Total vots vàlids i regidors        | 413.592  | 100 %    | 33       |
|                                                                                              | Vots nuls                                 |                                     |                                     |          |          |          |
| Participació (vots vàlids més nuls)                                                          | Participació (vots vàlids més nuls)       | Participació (vots vàlids més nuls) | Participació (vots vàlids més nuls) | 416.753  | 72,00%** |          |
| Abstenció                                                                                    | Abstenció                                 | Abstenció                           | Abstenció                           | 161.915* | 28,00%** |          |
| Total cens electoral                                                                         | Total cens electoral                      | Total cens electoral                | Total cens electoral                | 578.668* | 100 %**  |          |
| Alcalde: Maria José Català Verdet (Partit Popular) (17/06/2023)                              |                                           |                                     |                                     |          |          |          |
| Fonts: ARGOS GVA, (* No són vots sinó electors. ** Percentatge respecte del cens electoral.) |                                           |                                     |                                     |          |          |          |

### Alcaldes
Des de 2023 l'alcaldessa de València és María José Català Verdet del Partit Popular.

| Període                       | Alcalde o alcaldessa                             | Partit polític | Data de possessió     | Observacions         |
| ----------------------------- | ------------------------------------------------ | -------------- | --------------------- | -------------------- |
| 1979–1983                     | Ferran Martínez Castellano Ricard Pérez Casado   |                | 19/04/1979 05/10/1979 | Dimissió/renúncia -- |
| 1983–1987                     | Ricard Pérez Casado                              |                | 28/05/1983            | --                   |
| 1987–1991                     | Ricard Pérez Casado Clementina Ródenas i Villena |                | 30/06/1987 13/01/1989 | Dimissió/renúncia -- |
| 1991–1995                     | Rita Barberà Nolla                               |                | 07/07/1991            | --                   |
| 1995–1999                     | Rita Barberà Nolla                               |                | 17/06/1995            | --                   |
| 1999–2003                     | Rita Barberà Nolla                               |                | 03/07/1999            | --                   |
| 2003–2007                     | Rita Barberà Nolla                               |                | 14/06/2003            | --                   |
| 2007–2011                     | Rita Barberà Nolla                               |                | 16/06/2007            | --                   |
| 2011–2015                     | Rita Barberà Nolla                               |                | 11/06/2011            | --                   |
| 2015–2019                     | Joan Ribó i Canut                                |                | 13/06/2015            | --                   |
| 2019-2023                     | Joan Ribó i Canut                                |                | 15/06/2019            | --                   |
| Des de 2023                   | Maria José Català Verdet                         |                | 17/06/2023            | --                   |
| Fonts: Generalitat Valenciana |                                                  |                |                       |                      |

## Població

### Volum
La ciutat de València comptava el 2014 amb un total de 786.424 habitants, segons dades de l'INE, 746.217 al nucli urbà i és el centre d'una extensa àrea metropolitana que supera amb escreix el milió i mig d'habitants. Representa cap al 18% de la població valenciana.

### Evolució
Al llarg del segle xx la ciutat ha multiplicat per tres i mig la seua població inicial, sent els períodes de màxim creixement demogràfic els anys 1930-1940 i la dècada dels seixanta. Els anys noranta han sigut anys d'estabilitat demogràfica per efecte de la caiguda dels moviments migratoris, que foren el factor fonamental de creixement dels anys anteriors, i per la reducció de la natalitat. En la primera dècada del segle xxi els forts corrents migratoris exteriors van provocar de nou una dinàmica demogràfica positiva.
L'evolució dels efectius demogràfics de la ciutat durant quasi tota l'època estadística queden resumits mitjançant el següent diagrama de barres:
| Evolució demogràfica (des de 1877) Censos de població | Evolució demogràfica (des de 1877) Censos de població | Evolució demogràfica (des de 1877) Censos de població |
| ----------------------------------------------------- | ----------------------------------------------------- | ----------------------------------------------------- |
|                                                       |                                                       |                                                       |
|                                                       |                                                       |                                                       |
|                                                       | Font: Institut Nacional d'Estadística                 |                                                       |

| Població | 739.014 | 746.612 | 761.871 | 780.653 | 785.732 | 796.549 | 805.304 | 797.654 | 807.200 | 814.208 | 809.267 | 798.033 | 797.028 | 792.303 | 786.424 |

### Estructura
El progressiu augment de l'esperança de vida i la reducció de la fecunditat s'han reflectit en una piràmide d'edats que s'estreny en la seua base i s'eixampla en la part superior, amb un pes creixent de les generacions de més edat. No obstant això, la població de la ciutat continua sent relativament jove, amb un 25% dels seus efectius en les generacions de 15 a 29 anys i un 29% en les de 30 a 49 anys.

### Distribució de la població per districtes i barris
Dades de 2016 de l'Ajuntament de València
- Ciutat Vella: 26.769 habitants.
  - la Seu: 2.922.
  - la Xerea: 3.879.
  - el Carme: 6.404.
  - el Pilar: 4.628.
  - el Mercat: 3.555.
  - Sant Francesc: 5.381.

- l'Eixample: 42.406 habitants.
  - Russafa: 23.921.
  - el Pla del Remei: 6.861.
  - Gran Via: 11.624.

- Extramurs: 48.287 habitants.
  - el Botànic: 6.566.
  - la Roqueta: 4.451.
  - la Petxina: 15.042.
  - Arrancapins: 22.228.

- Campanar: 37.562 habitants.
  - Campanar (barri): 11.662.
  - Tendetes: 5.193.
  - el Calvari: 4.804.
  - Sant Pau: 15.903.

- La Saïdia: 46.818 habitants.
  - Marxalenes: 10.520.
  - Morvedre: 10.388.
  - Trinitat: 7.842.
  - Tormos: 8.354.
  - Sant Antoni: 9.714.

Districtes de València.

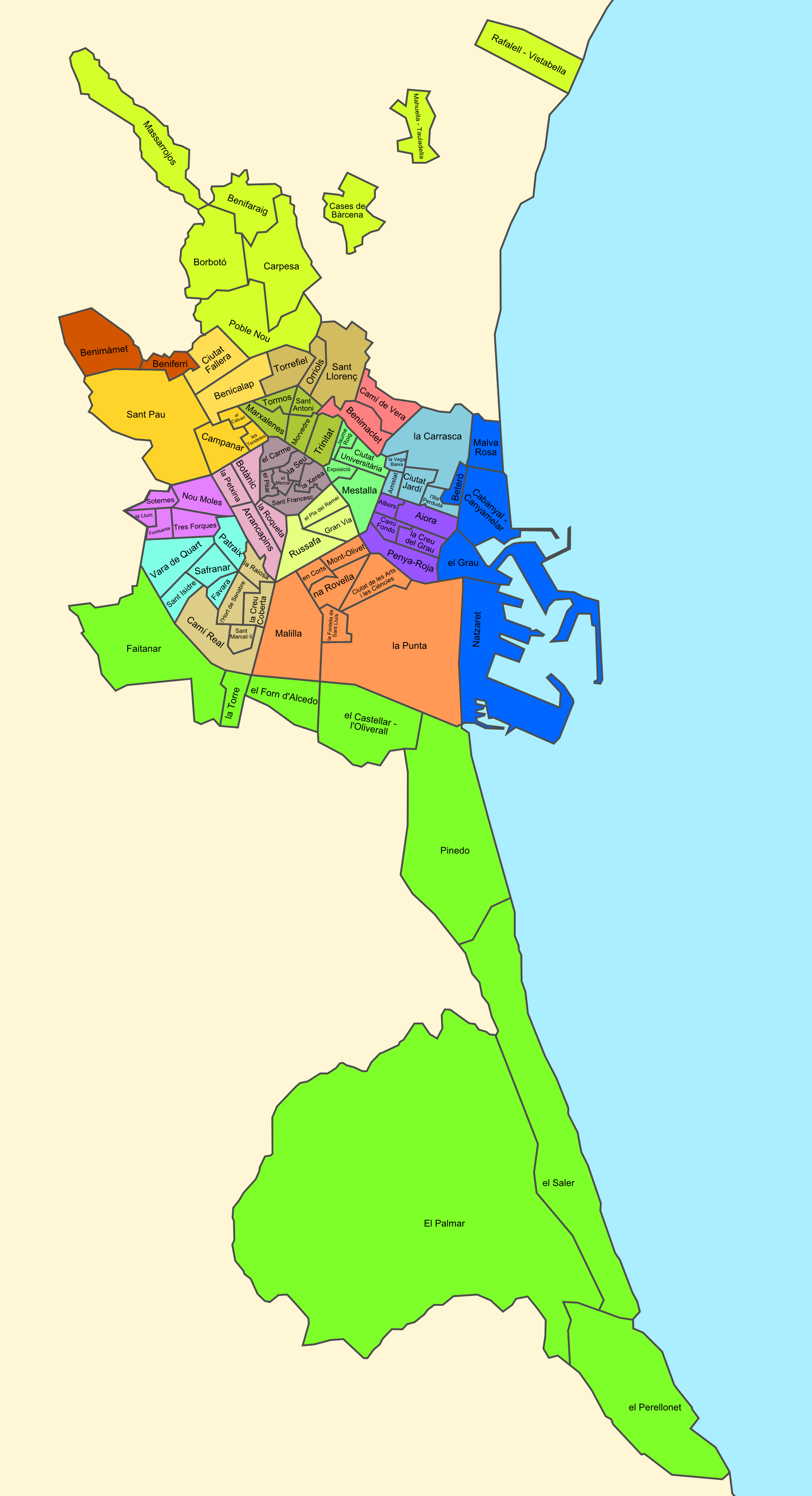
Barris de València.

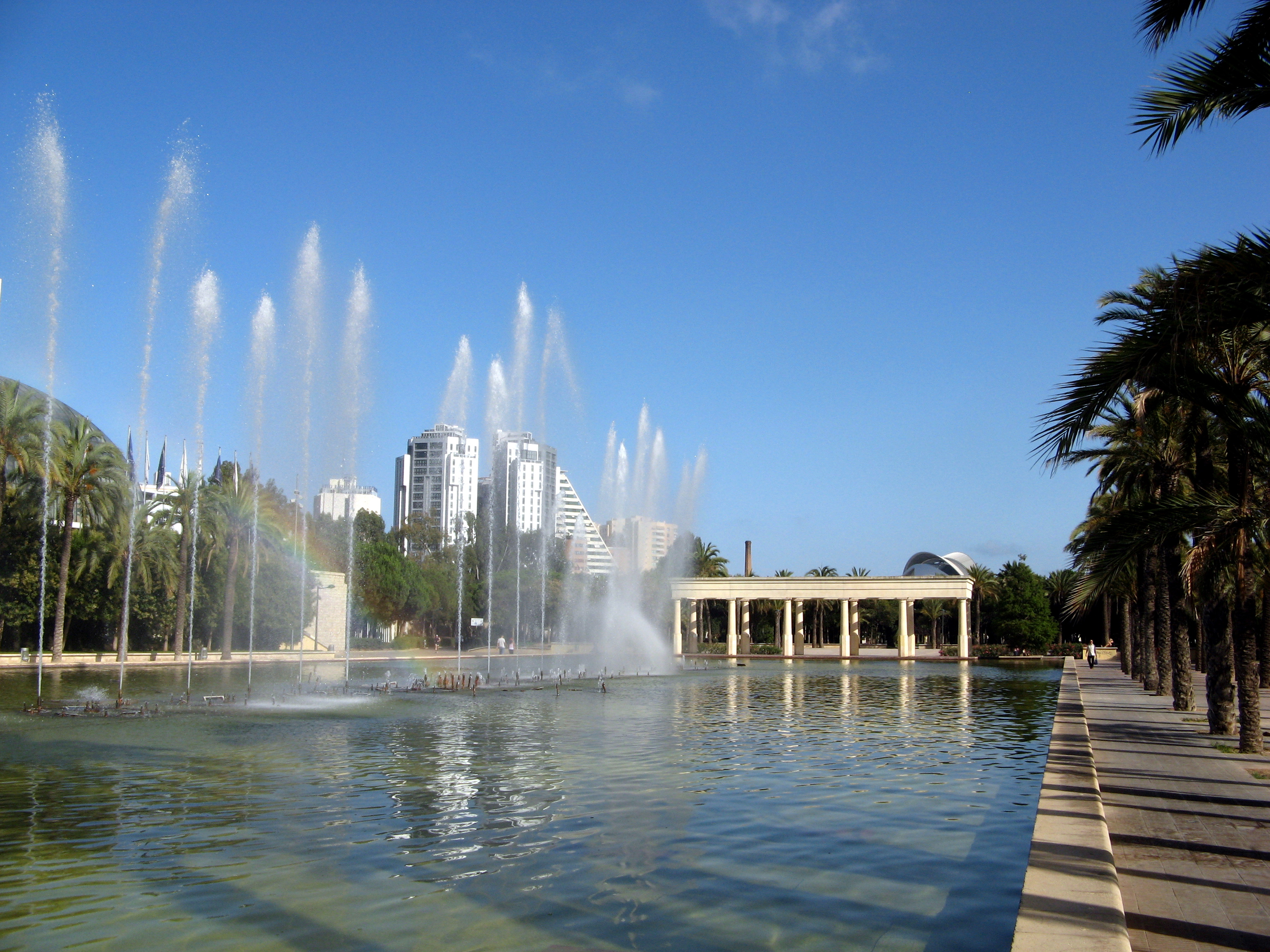
Jardí del Túria. Tram de Ricard Bofill al districte de l'Eixample.

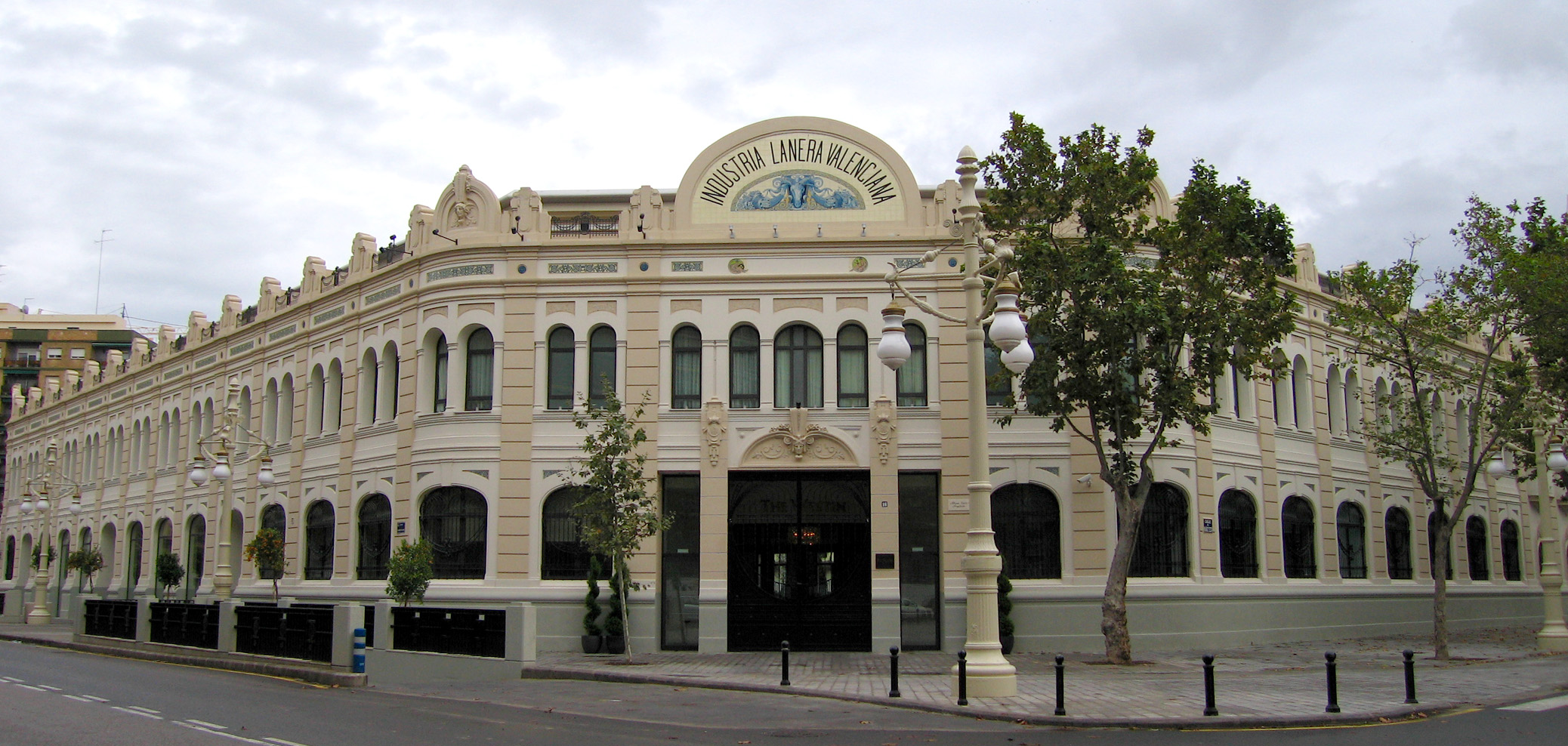
Factoria la Lanera, hui en dia hotel Westin de València, al districte del Pla del Real.

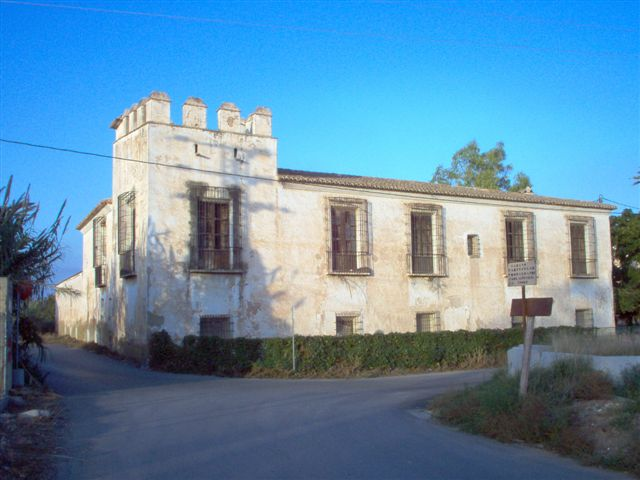
Alqueria al districte de Benicalap.

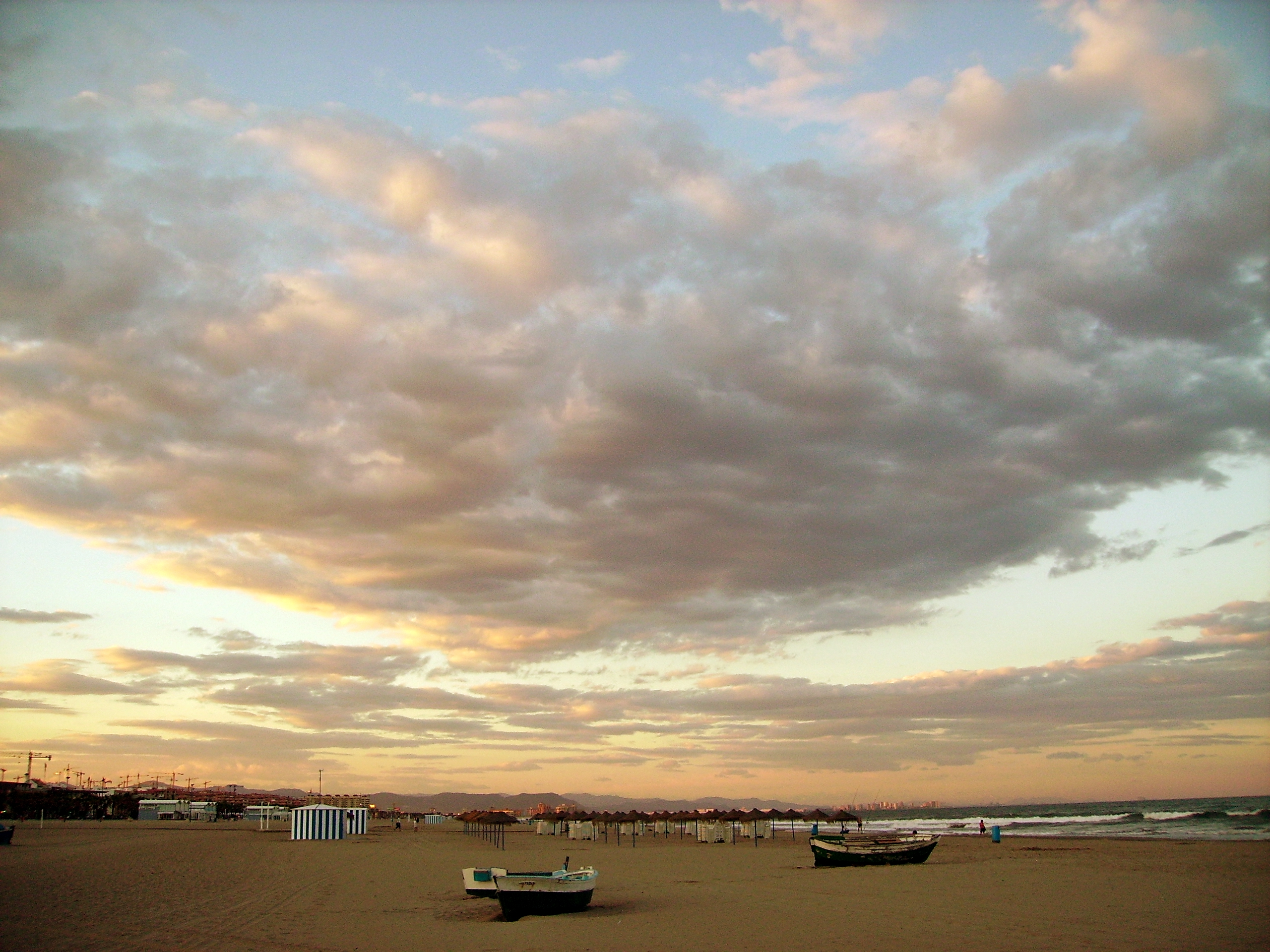
Platja de la Malva-rosa (Poblats Marítims).

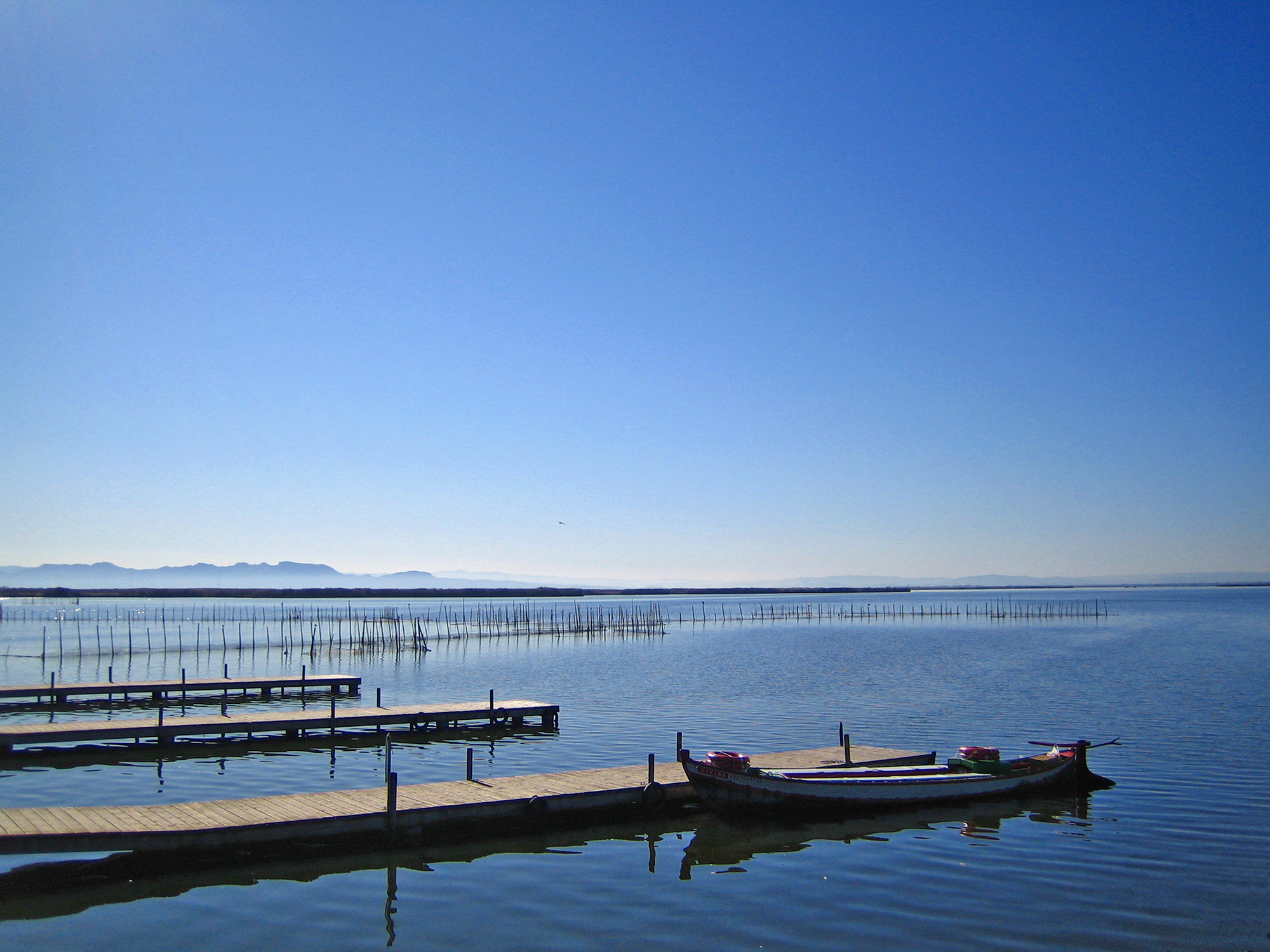
Albufera de València (Pobles del Sud).

- El Pla del Real: 30.116 habitants.
  - Exposició: 6.676.
  - Mestalla: 14.456.
  - Jaume Roig: 6.402
  - Ciutat Universitària: 2.582.

- L'Olivereta: 48.221 habitants.
  - Nou Moles: 25.991.
  - Soternes: 4.985.
  - Tres Forques: 8.687.
  - la Fontsanta: 3.512.
  - la Llum: 5.046.

- Patraix: 57.573 habitants.
  - Patraix: 24.581.
  - Sant Isidre: 9.906.
  - Vara de Quart: 10.390.
  - Safranar: 9.106.
  - Favara: 3.590.

- Jesús: 52.261 habitants.
  - la Raïosa: 15.370.
  - l'Hort de Senabre: 17.121.
  - la Creu Coberta: 6.104.
  - Sant Marcel·lí: 9.971.
  - Camí Real: 3.695.

- Quatre Carreres: 73.664 habitants.
  - Montolivet: 19.568.
  - En Corts: 12.119.
  - Malilla: 21.965.
  - la Font de Sant Lluís: 2.807.
  - Na Rovella: 7.957.
  - la Punta: 2.622.
  - Ciutat de les Arts i les Ciències: 6.626.

- Poblats Marítims: 57.590 habitants.
  - el Grau: 9.502.
  - el Cabanyal i el Canyamelar: 20.493.
  - la Malva-rosa: 13.430.
  - Beteró: 8.131.
  - Natzaret: 6.034.

- Camins al Grau: 65.119 habitants.
  - Aiora 25.079.
  - Albors 8.671.
  - la Creu del Grau 14.907.
  - Camí Fondo 4.478.
  - Penya-roja 11.984.

- Algirós: 37.191 habitants.
  - l'Illa Perduda: 8.759.
  - Ciutat Jardí: 11.949.
  - l'Amistat: 7.252.
  - la Bega Baixa: 5.709.
  - la Carrasca: 3.522.

- Benimaclet: 29.096 habitants.
  - Benimaclet (barri): 23.696.
  - Camí de Vera: 5.400.

- Rascanya: 52.749 habitants.
  - els Orriols: 16.099.
  - Torrefiel: 25.961.
  - Sant Llorenç: 10.689.

- Benicalap: 45.460 habitants.
  - Benicalap (barri): 39.635.
  - Ciutat de l'Artista Faller: 5.825.

- Pobles del Nord: 6.529 habitants.
  - Benifaraig: 1.004.
  - Poble Nou: 860.
  - Carpesa: 1.230.
  - Cases de Bàrcena: 344.
  - Mauella: 47
  - Massarrojos: 2.324.
  - Borbotó: 720.

- Pobles de l'Oest: 13.993 habitants.
  - Benimàmet: 12.891.
  - Beniferri: 1.102.

- Pobles del Sud: 20.228 habitants.
  - el Forn d'Alcedo: 1.215.
  - el Castellar-l'Oliveral: 6.881.
  - Pinedo: 2.607.
  - el Saler: 1.704.
  - el Palmar: 769.
  - el Perellonet: 1.430.
  - la Torre: 4.643.
  - Faitanar: 979.

Total València ciutat: 791.632 habitants (750.882 al nucli urbà).

## Activitats econòmiques
Els romans la fundaren en un pantà durant el segle ii aC i dessecaren part de les seues terres i les posaren en reg, faena que continuaren els àrabs a partir del segle viii, i els cristians després de la conquesta jaumina, en el segle xiii. Fins al segle xiv fou un centre bàsicament agrari i d'intercanvi de productes agrícoles, i la seua horta era famosa per la seua alta productivitat.
A partir del segle xiv i sobretot xv començà a destacar poderosament la indústria sedera de València, que fou la més important a la ciutat fins al segle xix, i que donà nom a un dels seus barris: el de Velluters.
En l'actualitat la ciutat de València és, fonamentalment, una àrea de servicis, la influència de la qual està molt més enllà dels límits del seu terme municipal. Actualment, la població ocupada en el sector servicis és el 73,2% del total, amb un gran pes de les activitats de demanda final, del comerç detallista i majorista, dels servicis especialitzats a empreses i d'activitats professionals.

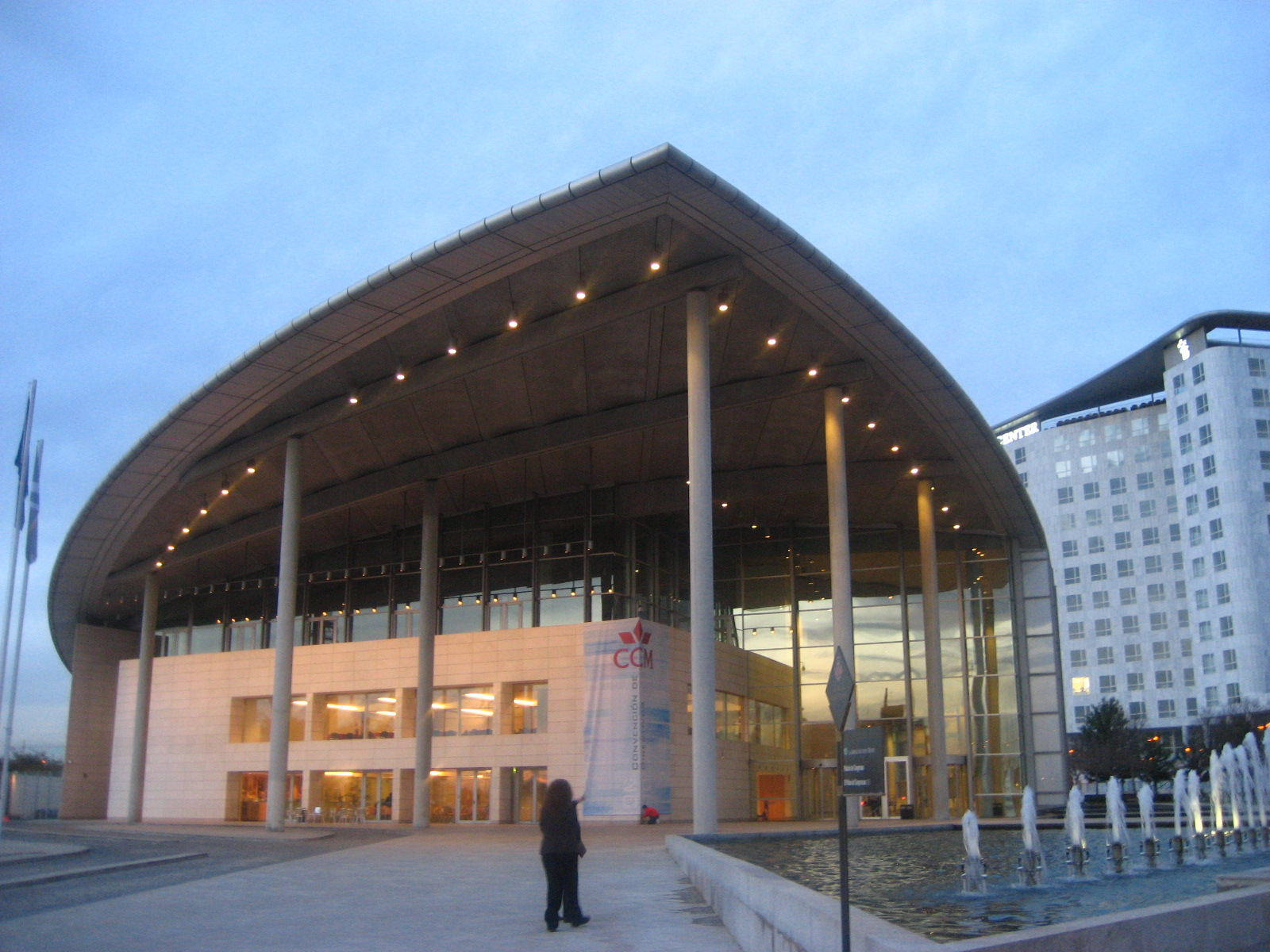
Palau de Congressos de València.

No obstant la ciutat manté una base industrial important, amb un percentatge de població ocupada del 14,2%, formada per menudes i mitjanes empreses entre els quals destaquen els sectors de paper i arts gràfiques, de fusta i moble, de productes metàl·lics i de calçat i confecció.
L'economia de la ciutat ha tingut durant els últims anys una dinàmica positiva que es veu reflectida en les xifres de desocupació registrada, de matriculació de vehicles, o de llicències de construcció. El seu dinamisme com a centre econòmic i com a lloc de referència per a múltiples activitats econòmiques es reflectix també en la puixança d'institucions claus per al desenvolupament econòmic com la Fira de València, la Borsa, el Palau de Congressos, les seues Universitats, tant la de València, com la politècnica i, sobretot el port.
Cal destacar el paper del port per a l'economia de la ciutat. A principis del 2006 era el primer port espanyol en trànsit de contenidors i es troba entre els deu primers d'Europa quant a trànsit de mercaderies. El Port de València alberga també la Valencia Superyacht Marina, la Marina Reial Joan Carles I i el Port America's Cup.
A més, el port manté un trànsit regular de passatgers entre València, les Illes Balears i Itàlia i un emergent mercar de creuers que en 2005 enregistrà 110 escales i 106.502 passatgers. Per donar suport a este nivell d'activitat, el port de València disposa d'instal·lacions amb equipament competitiu en una superfície d'unes 600 hectàrees amb més de 12.000 metres lineals de moll dels quals 4.000 tenen calats iguals o superiors als 14 metres. És per tot això que el port de València té un paper rellevant en l'economia local: s'estima que genera directament o indirecta més de 15.000 llocs de treball i activitat per més de 1.100 milions d'euros.
València compta també amb importants institucions culturals que tenen una importància creixent en el seu desenvolupament: l'IVAM, el Palau de la Música o la Ciutat de les Arts i les Ciències aporten un innegable valor afegit a la ciutat i al seu entorn metropolità com a centre cultural i d'oci.
D'altra banda, les activitats agràries, fins i tot tenint una importància relativament menor, perviuen en el terme municipal, amb un total de 3.973 ha, ocupades en la seua major part per cultius d'horta.
El 2017 es va impulsar l'apicultura creant l'ajuntament un abellar municipal.

## Cultura

### Museus i monuments
Entre els principals museus, monuments i atractius turístics de la ciutat de València cal esmentar:
| Centre Arqueològic de l'Almoina             | Banys de l'Almirall                                                                         |
| Santa Caterina                              | Sant Joan de l'Hospital                                                                     |
| Interior de La Seu                          | Porta de l'Almoina                                                                          |
| Seu, Porta dels Apòstols                    | Cimbori                                                                                     |
| El Micalet, torre de La Seu                 | Palau de Benicarló                                                                          |
| Claustre del Convent del Carme              | Portal de Valldigna                                                                         |
| Porta de Serrans                            | Porta de Quart                                                                              |
| Convent de Sant Doménec                     | Llotja de València                                                                          |
| Palau de la Generalitat                     | Pati de l'Ambaixador Vich                                                                   |
| Basílica de la Mare de Déu dels Desemparats | Sant Joan del Mercat                                                                        |
| Església del Patriarca                      | Museu de Belles Arts                                                                        |
| Palau de Justícia                           | Museu de Ceràmica                                                                           |
| Universitat de València                     | Centre Cultural la Beneficència Museu de Prehistòria de València Museu Valencià d'Etnologia |
| Mercat de Colom                             | Estació del Nord                                                                            |
| Mercat Central                              | Plaça del Mercat                                                                            |
| Teatre Principal de València                | MUVIM                                                                                       |
| IVAM                                        | Palau de les Arts, (Òpera de València), Ciutat de les Arts i les Ciències                   |
| Estadi de Mestalla                          | Museu d'Informàtica                                                                         |
| Palau de la Música                          | Estadi Ciutat de València                                                                   |
| Trinquet de Pelai                           | Casa-Museu de Blasco Ibáñez                                                                 |
| Plaça de l'Ajuntament                       | Carrer dels Cavallers                                                                       |
| Església de Sant Nicolau                    | Almodí                                                                                      |
| Palau del Marqués de Campo                  | Cripta Arqueològica de Sant Vicent Màrtir                                                   |
| Plaça Redona                                | Edifici de Correus                                                                          |

## Urbanisme

### Parcs i jardins

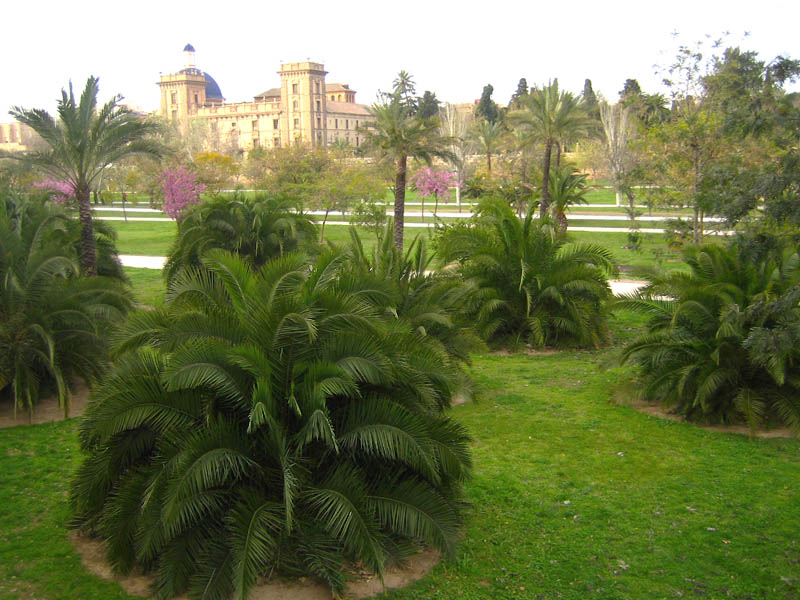
Vistes del Jardí del Túria, al fons el Museu de Belles Arts.

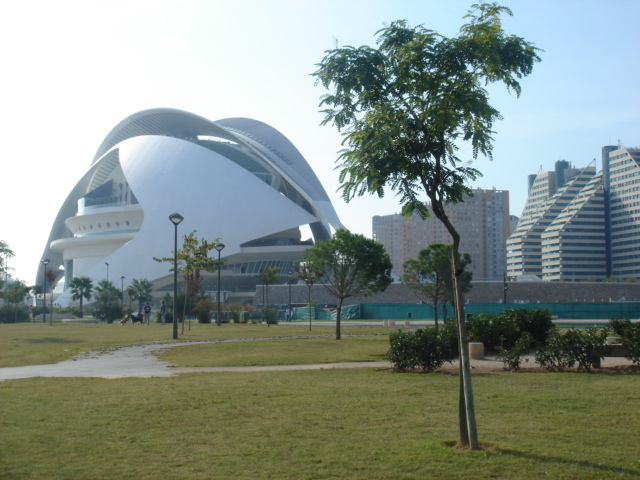
El Palau de les Arts i els jardins.

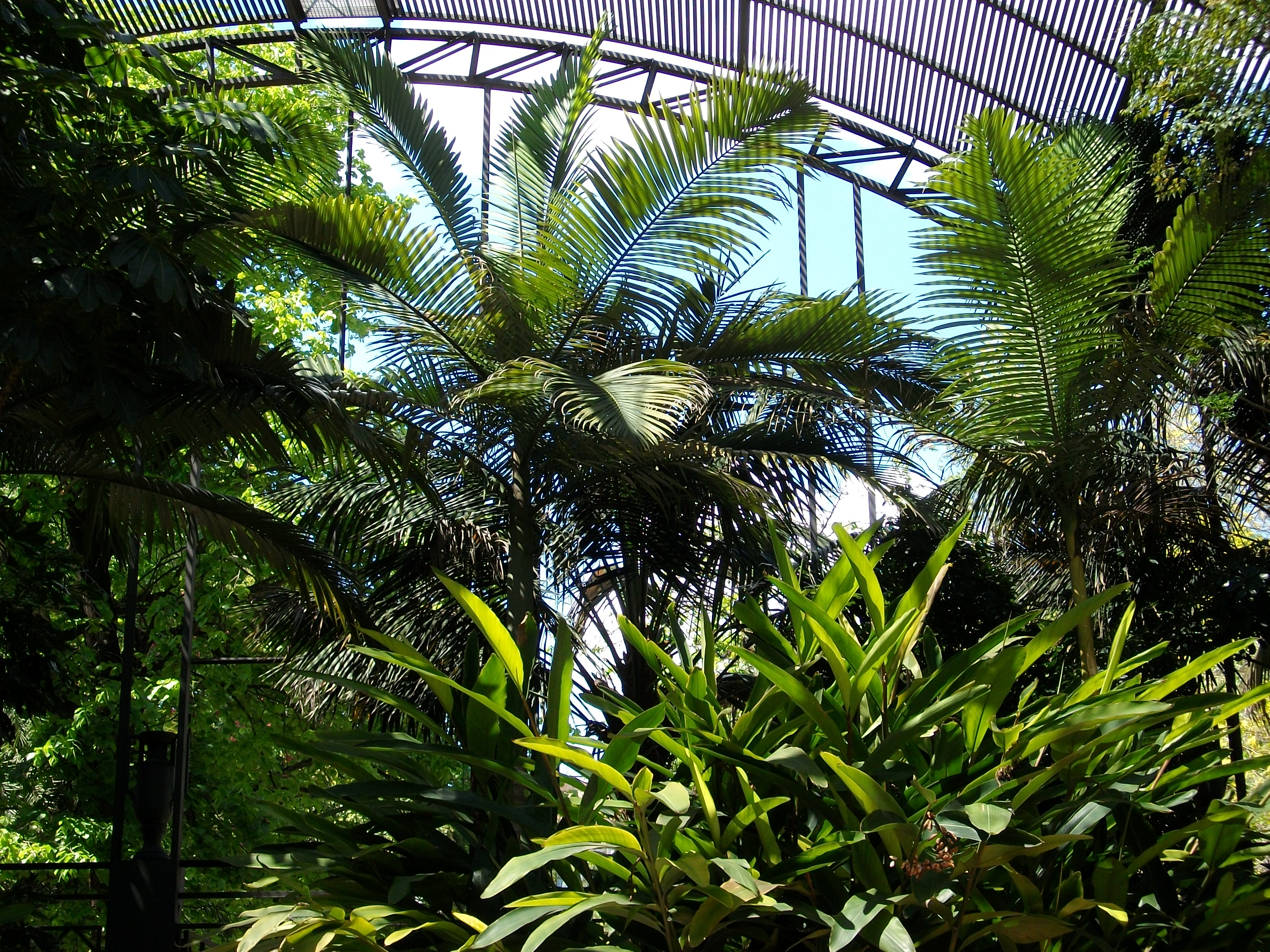
Umbracle del jardí botànic de València.

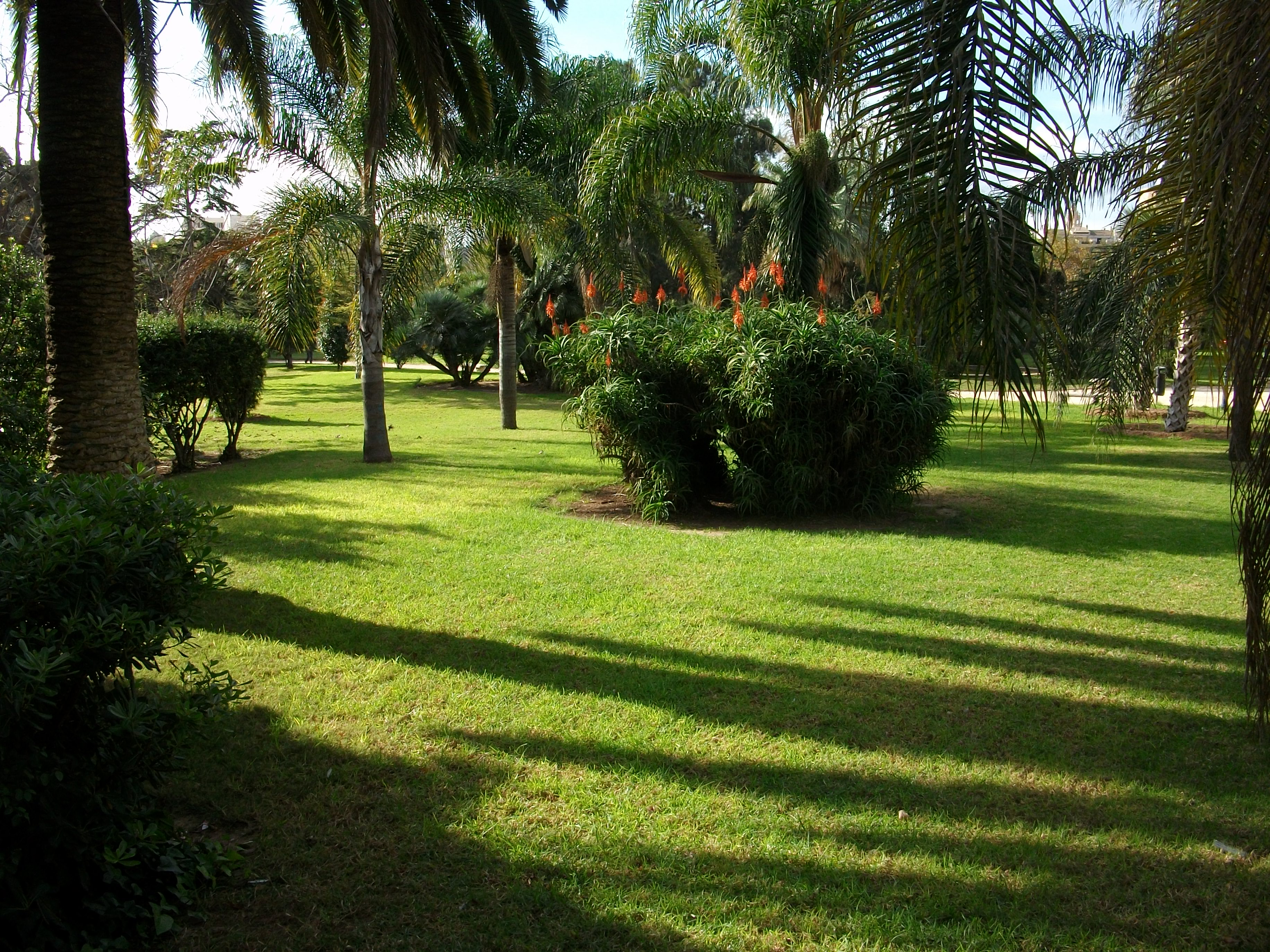
Vista d'una part dels Jardins del Real.

La ciutat compta amb nombrosos parcs i jardins, per exemple el Jardí Botànic, el Parc de l'Oest, els Jardins del Real o de Vivers i el Jardí del Túria (anomenat el Riu, amb més de 6,5 km de vegetació). Malgrat això, disposa de 5,3 m² de superfície verda per habitant, una de les taxes més baixes de les grans ciutats de l'Estat Espanyol. El 90% de les vies de circulació disposa de zones enjardinades i arbres en menor o major mesura.
- El Jardí del Túria.

El jardí ocupa l'antiga llera del riu del mateix nom. Quan el riu es va desviar, es reutilitzà el seu espai com a zona lúdica, amb més de 6,5 km de llarg. Es dividix en diverses parts:
- El Parc de Capçalera, es troba en la capçalera de l'antic llit del Túria, que fita amb el municipi veí de Mislata. Dins trobem un llac artificial navegable, grans extensions de jardí, jocs infantils i el Bioparc, el nou zoo de València, basat en el concepte de zoo-immersió. Les antigues instal·lacions del zoo es trobaven al jardí de Vivers i tancaren les portes el 31 de juliol de 2007, després de quaranta-dos anys funcionant en una ubicació provisional.

- Vetges-tu, este tram pren el seu nom de l'estudi d'arquitectura que el dissenyà a principis dels 80 (l'estudi Vetges-tu i Mediterrània). Té un estil avantguardista, i vora els jardins i passarel·les inclou una font simbòlica amb forma de tetera, també hi ha un edifici ocupat per una brigada de guàrdia de la policia local.

- El Parc Gulliver, és un parc infantil que emula la figura gegantesca de Gulliver, la seua roba i cabells fan de tobogans. La idea és que els xiquets simulen els habitants de Lilliput que van capturar a l'home en la novel·la de Jonathan Swift.

- La Ciutat de les Arts i les Ciències, situada quasi al final de la llera del riu Túria, prop de la desembocadura per Natzaret, trobem el complex d'edificis destinats a la ciència i la cultura, d'una arquitectura cridanera. Els edificis que l'integren són, per ordre d'inauguració, l' Hemisfèric, el Museu de les Ciències Príncep Felip, l'Umbracle, l'Oceanogràfic, el Palau de les Arts Reina Sofia, el Pont de l'Assut de l'Or i l'Àgora. El parc del Túria continua per l'esquerra dels edificis.

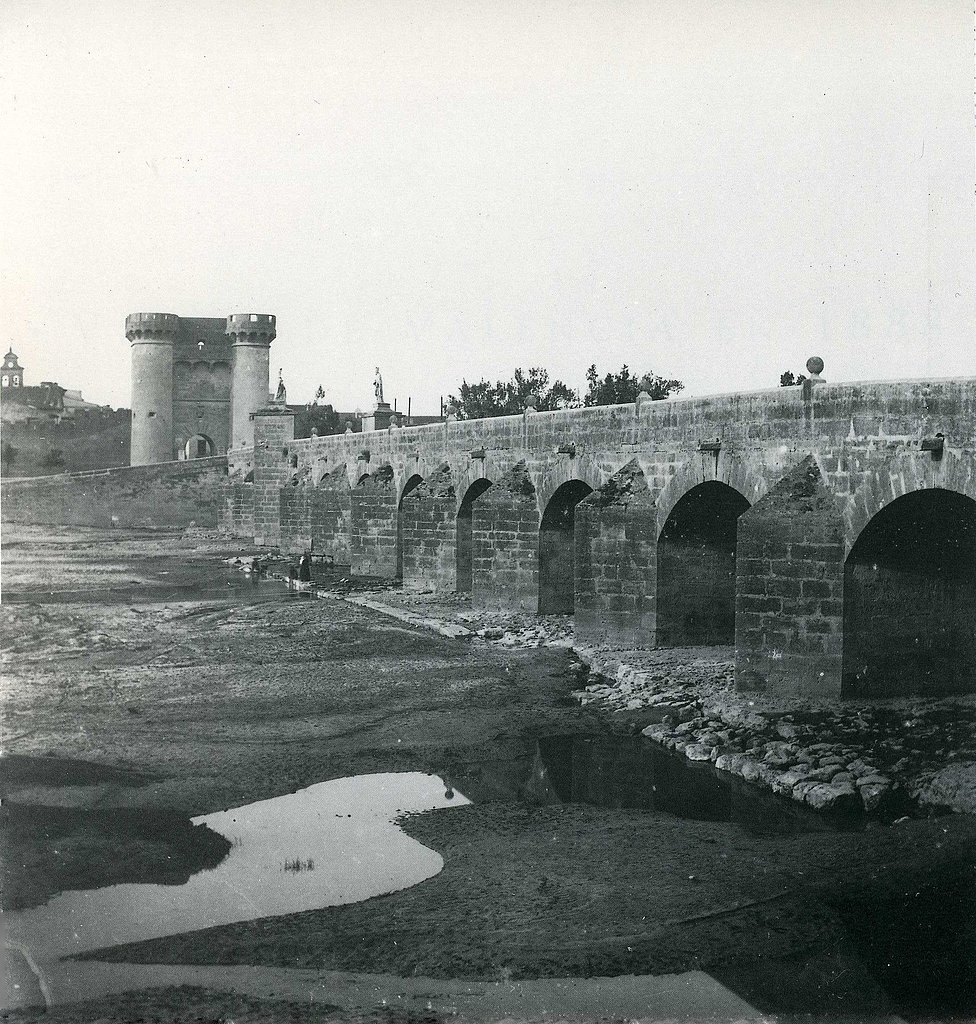
Pont de Sant Josep i l'antic Portal Nou al fons.

- A més, al llarg del llit del riu trobem un gran nombre de ponts que uneixen les dues parts de la ciutat que el Túria divideix. Alguns d'aquests han estat reconstruïts arran de la Riuada del 1957 ("la Riuà"), la qual va fer malbé gran part de l'entorn més proper al riu. D'aquesta manera els actuals ponts del Túria són, d'oest a est, els següents:

| Nom                                        | Data      | Barri                                                       |
| ------------------------------------------ | --------- | ----------------------------------------------------------- |
| Pont del Bioparc                           | 2008      | Sant Pau                                                    |
| Pont del Nou d'Octubre                     | 1986-1989 | Nou Moles - Sant Pau                                        |
| Pont de Campanar                           | 1932-1937 | Nou Moles i La Petxina - Sant Pau i Campanar                |
| Pont d'Ademús o de les Glòries Valencianes | 1957      | La Petxina i Botànic - Campanar i Tendetes                  |
| Pont de les Arts                           | 1998      | Botànic i el Carme - Tendetes                               |
| Pont de Sant Josep                         | 1604      | El Carme - Marxalenes                                       |
| Pont dels Serrans                          | 1518      | El Carme - Morvedre                                         |
| Pont de Fusta                              | 2010-2012 | El Carme i La Seu - Morvedre i Trinitat                     |
| Pont de la Trinitat                        | 1402      | La Seu i la Xerea - Trinitat                                |
| Pont del Real                              | 1595      | La Xerea - L'Exposició                                      |
| Pont de l'Exposició                        | 1991-1995 | La Xerea i Pla del Remei - L'Exposició i Mestalla           |
| Pont de les Flors                          | 2002      | Pla del Remei - Mestalla                                    |
| Pont de la Mar                             | 1591      | Pla del Remei - Mestalla                                    |
| Pont d'Aragó                               | 1933      | Pla del Remei i Gran Via - Mestalla                         |
| Pont de l'Àngel Custodi                    | 1941-1948 | Gran Via i Montolivet - Mestalla i Penya-roja               |
| Pont del Regne de València                 | 1999      | Montolivet - Penya-roja                                     |
| Pont de Montolivet                         | 2007      | Montolivet i Ciutat de les Arts i les Ciències - Penya-roja |
| Pont de l'Assut de l'Or                    | 2008      | Ciutat de les Arts i les Ciències - Penya-roja              |
| Pont de les Drassanes                      | 1930      | Natzaret - El Grau de València                              |

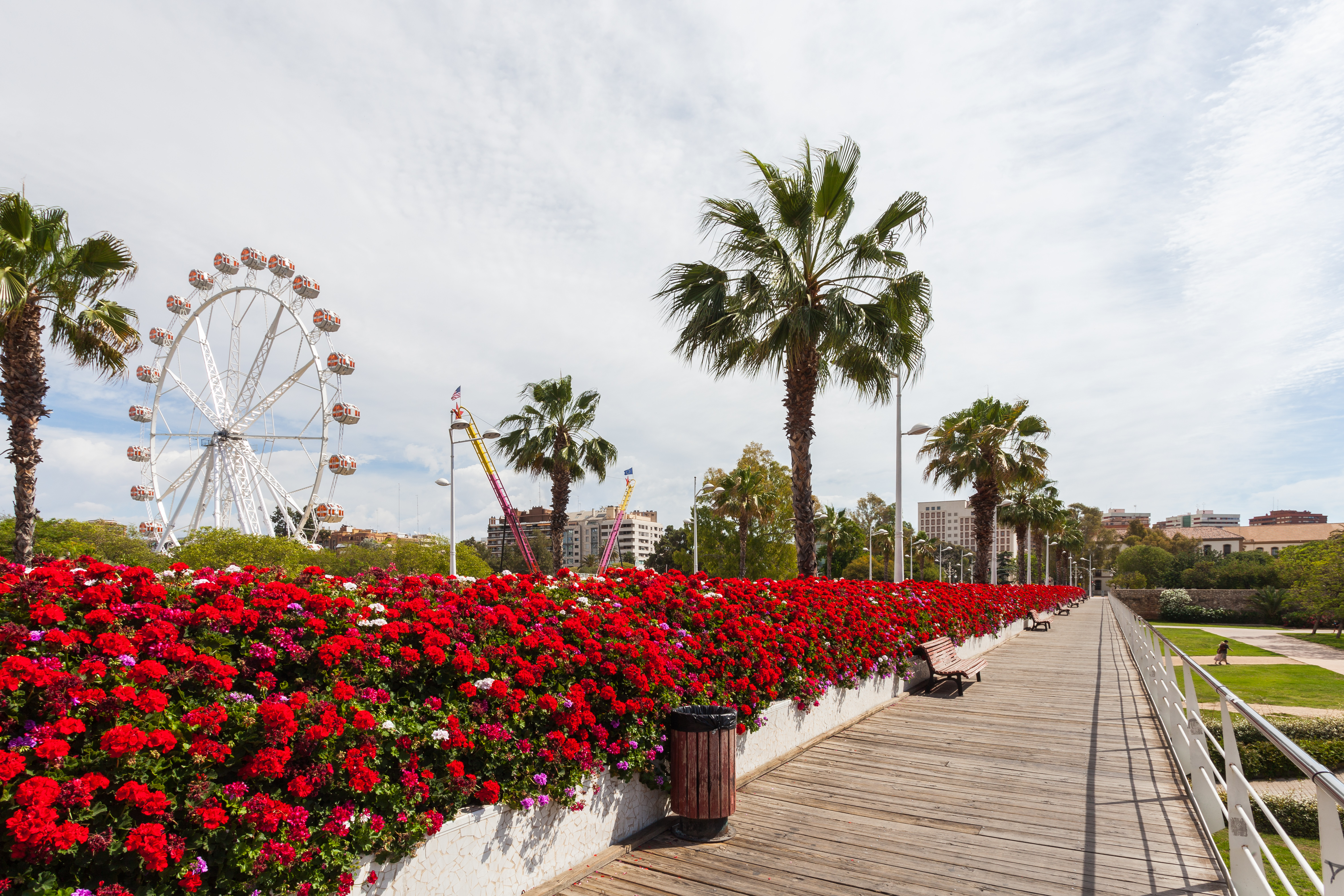
Pont de les Flors i la Fira de Juliol.

Vegeu també: Llista de ponts de la Ciutat de València
- El Jardí Botànic

Amb més de dos-cents anys d'història, el jardí depén administrativament de la Universitat de València, i és membre del BGCI (Botanic Gardens Conservation International), de la Asociación Ibero-Macaronésica de Jardines Botánicos i presenta treballs per a l'Agenda Internacional per a la Conservació en els Jardins Botànics. El seu codi d'identificació internacional com a institució és "VAL".
El seu origen remot serien els horts de plantes medicinals del segle xvi, relacionats amb l'ensenyança de medicina de la universitat. Després d'una remodelació, en l'actualitat, a més de la preservació del jardí històric, es treballa en la seua continuïtat com a centre d'estudi, busca i desenvolupament de la cultura botànica, investigant sobre flora, biosistemes i vegetació. Participa en projectes internacionals relacionats amb la biodiversitat vegetal l'estudi de plantes autòctones. Disposa de biblioteca, herbari i germoplasma. Així mateix, promou congressos d'especialistes i jornades, trobades i exposicions divulgatives.
- Els Jardins del Real o els Vivers.

Estos jardins se situen en el districte del Pla del Real, ocupant part del solar on estava el palau del Real o palau Reial de València i els seus jardins. El palau s'enderrocà durant la Guerra del Francés per suposades raons estratègiques abans de l'arribada de les tropes de l'exèrcit francés de Napoleó, dirigides pel mariscal Suchet.
Encara que els jardins tenen l'origen remot en els mateixos jardins del palau, la seua configuració actual naix en 1814, quan amb els enderrocs del palau es formaren dues muntanyetes on es plantaren flors i arbres. Sent aquest l'origen, els jardins s'ampliarien gradualment en etapes posteriors.
- L'Albereda.

L'Albereda de València és un passeig i avinguda d'origen històric, que s'estén des dels Jardins de Vivers fins a la plaça de Saragossa. Successives ampliacions de l'avinguda fan que aquesta aplegue fins al port, per la riba nord del riu.
- El Parterre, o plaça d'Alfons el Magnànim

Es construí sobre uns solars existents en l'antiga plaça de la Duana al voltant de l'any 1850. Però l'organització definitiva del Parterre té lloc bastant després, quan s'inaugura el monument a Jaume I, obra d'Agapit Vallmitjana. L'erecció d'esta estàtua eqüestre va sorgir en les tertúlies que s'organitzaven cap a l'any 1875 al voltant de Teodor Llorente per solemnitzar el sext centenari de la mort del rei conqueridor. Este grup presentà un escrit a l'Ajuntament demanant-hi la construcció del monument, i este acceptà la proposta. Finalment, més tard del previst per problemes econòmics, el 12 de gener de 1891 es col·locà l'estàtua sobre el pedestal, inaugurant-se oficialment el 20 de juliol del mateix any.
Des de la seua creació el jardí no ha sofrit grans modificacions, exceptuant la feta per la riuada de 1957, que va perjudicar bastant el jardí i va fer que es canviara un poc la seua forma.
- El Jardí d'Aiora

És un jardí de traçat lliure, amb característiques romàntiques i al que acompanya un palauet modernista construït el 1900. L'Ajuntament de València comprà els terrenys que ocupa actualment el jardí i el 1976 començà les obres de condicionament, restauració i neteja del jardí, que va estar abandonat molts anys.
El jardí té una superfície de 48.300 metres quadrats, situat entre els carrers de Jerónimo de Monsoriu, Conserva, Plaça Organista Cabo i l'avinguda dels Sants Just i Pastor. Recentment, fou ampliat en un dels seus laterals. El conjunt està separat en quatre zones diferenciades: l'entorn presidit pel palauet (construït el 1900 pel comerciant José Ayora, amb projecte de Peregrin Mustieles), l'antic jardí annex al palauet, una zona nova, oberta i funcional feta recentment i la zona nova de l'estació d'Aiora de MetroValencia.
- Parc de la Rambleta:

És un parc inaugurat el 2002 que se centra en la flora local i que també pretén ser el refugi de la fauna silvestre. El 70% del parc està destinat perquè els visitants puguen trepitjar-hi. Conté un llac que contacta directament amb la terra. Està format per tres unitats de paisatge, que "són, de major a menor distància respecte a la llera d'aigua, el bosc i matoll mediterrani –representant l'ecosistema de la Devesa del Saler–, l'omeda i el bosc de ribera típic de la zona litoral mediterrània".
- Parc Central de València

Conté una nau de 708 metres quadrats construïts.
El 2017 començà a construir-se.

## Festes i tradicions

### Festes d'interés turístic
València és famosa per les Falles, les festes locals del 15 al 19 de març, en honor del seu patró, sant Josep, encara que són unes festes de tradició pagana. Dins de les festes religioses, també se celebren amb devoció les festes de Sant Vicent Màrtir, també patró de la vila, en Gener, i les de Sant Vicent Ferrer, patró del País Valencià. En esta darrera festivitat es representen en molts llocs de la ciutat els suposats miracles de Sant Vicent, generalment representats per infants.
Una altra festivitat gran en la ciutat és el 9 d'octubre, data que rememora l'entrada de Jaume I a la ciutat. Eixe dia se celebra a la ciutat Sant Donís o, més popularment, la "Mocadorà", quan els hòmens regalen a les seues parelles (i a vegades també a les mares) un mocador que embolica uns dolços de massapà de diferents formes i colors que representen les fruites, i també dos figures més grans: la piuleta i el tronador, que representen una antiga prohibició de llançar coets el dia 9 d'octubre per tal de celebrar l'entrada de Jaume I. Per a molts valencians, el 9 d'octubre és considerat el dia dels enamorats.
També el nou d'octubre té lloc la popular processó cívica, en la qual una comitiva, conformada per les altes esferes polítiques i socials valencianes, acompanya la Senyera Coronada pel centre antic de la ciutat, visitant llocs com la catedral de València i el Palau de la Generalitat. Cada any es designa a una personalitat que serà encarregada de portar la senyera durant tot el recorregut. Una de les peculiaritats d'este acte és que la senyera s'ha de baixar (i tornar a pujar, en acabar la processó) del balcó de l'ajuntament en posició completament vertical, mantenint la tradició del Centenar de la Ploma, segons la qual la Reial Senyera Coronada no es pot inclinar davant ningú.
Altres festes populars són la Setmana Santa del Cabanyal, la nit de Sant Joan a la platja de la Malva-rosa, els carnestoltes, sent, per exemple, els de Benimaclet molt famosos, i moltes altres activitats relacionades amb les festes falleres.
- Falla de Na jordana a la nit
- Espurnes comencen a aparèixer en la falla al voltant del ninot central
- Monument humorístic faller

### El Tribunal de les Aigües de València

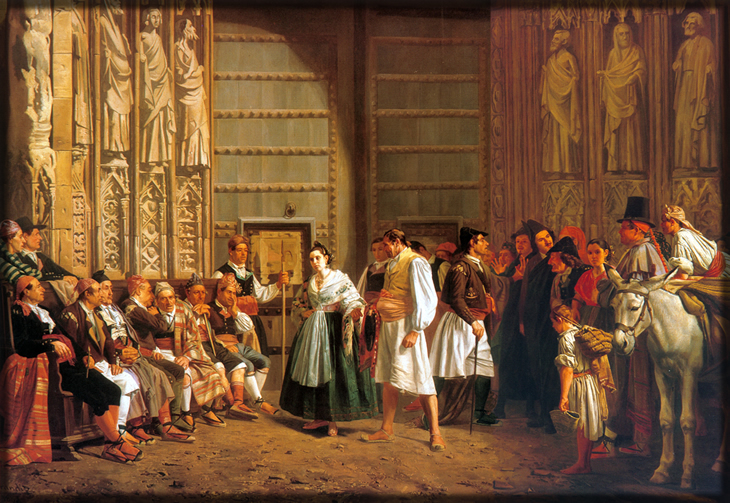
El Tribunal de les Aigües, de Bernat Ferrandis (1865).

El Tribunal de les Aigües de València, conegut també com a Tribunal de la Vega de València, és l'òrgan col·legiat encarregat de dirimir els conflictes per l'aigua de reg entre els llauradors de les comunitats de regants de les séquies que en formen part (Quart, Benàger i Faitanar, Tormos, Mislata, Mestalla, Favara, Rascanya i Rovella). El conjunt d'estes séquies formen l'anomenada Vega de València, sobre la qual té jurisdicció el Tribunal, que junt amb la Séquia Reial de Montcada, amb jurisdicció a part, formen l'horta de València. Forma part, des de l'1 d'octubre de 2009, de la llista de la UNESCO de patrimoni immaterial.

### Gastronomia
Dins de la gastronomia, la ciutat ha fet propis els plats més coneguts de la comarca de l'Horta: la paella valenciana, originària de la zona de l'Albufera de València, els bunyols amb xocolate, l'all i pebre, i l'orxata, originària de l'Horta Nord.

### Pilota valenciana
La pilota valenciana és l'esport de pilota autòcton del País Valencià. Dos jugadors o equips front a front competixen a llançar-se una pilota amb la mà sota determinades regles, depenent de la modalitat, com ara que la pilota passe per damunt d'una corda o avance unes ratlles en terra.
Tot i que normalment se la coneix simplement com a Pilota, s'anomena Pilota valenciana per distingir-la d'altres jocs de pilota, com la pilota basca, que es juga normalment contra un mur. Sota este nom genèric hi ha tot un seguit de modalitats que es diferencien segons la pilota amb què es juga, el recinte de joc o les comarques en què es practiquen. Excepte en el cas del frontó, totes les modalitats de la pilota valenciana es caracteritzen pel fet que els jugadors estan acarats, separats per una corda o unes ratlles en terra, i han de colpejar la pilota amb la mà (que durà unes proteccions segons el tipus de pilota). En general, s'hi pot jugar al carrer (Galotxa, Llargues, i Raspall), o en un trinquet (Escala i corda i Raspall).
Al costat de l'Estació del Nord hi ha el Trinquet de Pelayo, també anomenat la Catedral de l'Escala i corda, una de les modalitats de la pilota valenciana.

## Valencians destacats
- Francesc Eiximenis (teòleg, enciclopedista i ideòleg polític)
- Pere Maria Orts i Bosch (historiador, investigador, heraldista i col·leccionista)
- Isabel de Villena (escriptora medieval)
- Jaume Roig (metge i escriptor medieval)
- Vicent Blasco Ibáñez (escriptor, periodista i polític)
- Gonzalo Badenes Masó (crític musical)
- Rafael Benedito Vives (músic i director d'orquestra)
- Fernando Bonilla (metge)
- Ricard Maria Carles i Gordó (eclesiàstic)
- Nacho Duato (ballarí)
- María Teresa Fernández de la Vega (política)
- Santiago Grisolía García (bioquímic)
- Bernardino Landete Aragó (1879 – 1968, pioner de l'estomatologia espanyola)
- Joan Lerma (polític)
- Carlos Llorens Robles (1821-1862) (compositor i director d'orquestra)
- Francesc Cuesta Gómez (1889-1921) (pianista, músic i compositor)
- Juan José Millás (escriptor)
- Fernando Miranda Casellas (1842-?) (escultor)[43]
- Francis Montesinos (dissenyador de moda)
- Ortifus (humorista gràfic)
- Isabel Rey (soprano)
- Jordi Sevilla i Segura (polític)
- Joaquim Sorolla i Bastida (pintor)
- Manuel Sanchis i Guarner (filòleg, historiador i escriptor)
- Joaquin Gil (sacerdot i músic)
- Marià Benlliure i Gil (escultor)
- Ignasi Pinazo i Camarlench (pintor)
- Francesc Gil Gandia (canonge i articulista)
- Josefina Robledo Gallego (guitarrista concertista i professora)

## Proposta de carrers dedicats a dones
A partir del 2016, el Consell per la Dona i per la Igualtat de l'Ajuntament de València decidí dedicar carrers i places a dones que no han tingut l'oportunitat d'obtindre el reconeixement al llarg de la història.El 2023 se n'havien dedicat 49, algunes d'estes són:
- Ada Lovelace, la primera programadora.
- Concepción Aleixandre, ginecòloga.
- Cristina Piris, fundadora de Ca Revolta.
- Dorotea i Margarita Joanes, (segle xvi - 1609) foren dos germanes pintores, filles de Joan de Joanes.
- Elena Just, pensadora republicana.
- Empar Navarro, mestra i política valenciana.
- Enriqueta Agut, mestra i feminista.
- Jerònima Galés, impressora valenciana del segle xvi.
- Josefina Landete Aragó, odontòloga.
- Manuela Solís, primera llicenciada per la Universitat de València.
- Margarida Borràs, el primer cas documentat de tortura i mort per identitat de gènere.
- Mari Pepa Colomer, la primera aviadora de l'exèrcit espanyol.
- María Cambrills, pionera del socialisme feminista.
- Maria Mercedes Maestre, metgessa.
- Marie Curie, Premi Nobel de Física.
- Matilde Salvador, compositora i filla adoptiva de València en 2008.
- Olimpia Arocena, primera professora de la Universitat de València.
- Paz Azzati.
- Pilar Bosch, tinent d'alcalde del primer Ajuntament democràtic de València.
- Pilar Soler, política i defensora dels drets de les dones.
- Presen Sáez, docent de la presó de dones.
- Rita Más "La Rulla", activista republicana.
- Rosa Estruch, alcaldessa de Vilallonga durant la Guerra Civil.
- Florence Nightingale, infermera i activista social.
- Antonia Gómez de Orga, ama d'una de les impremtes més famoses de la ciutat de València al segle xviii.
- Rosalind Franklin, científica.
- Amalia Fenollosa Peris, novel·lista i poetessa castellonenca del Romanticisme.
- Lucia Sánchez Saornil, poeta, militant anarquista i feminista espanyola que va viure els seus últims anys a València.